# Paläoklimatologie
Die Aufgabe der Paläoklimatologie besteht darin, anhand von Messungen, Analysen sowie Datenreihen aus sogenannten Klimaarchiven (Proxydaten) die klimatischen Verhältnisse der erdgeschichtlichen Vergangenheit (das Paläoklima) in Form einer Klimageschichte zu rekonstruieren und die Mechanismen von Klimawandel-Ereignissen in den verschiedenen Erdzeitaltern beziehungsweise historischen Epochen zu entschlüsseln. Methodisch seit jeher ein Teilbereich der Historischen Geologie, weist sie jedoch auch Parallelen zur modernen, physikalisch geprägten Klimatologie auf. Als interdisziplinäre Wissenschaft, deren Anwendungsbereich nahezu die gesamte Erdgeschichte umfasst, stützt sich die Paläoklimatologie auf Erkenntnisse aus Paläontologie, Paläogeographie, Paläozeanographie, Meteorologie und kooperiert mit Fachgebieten wie der Atmosphärenchemie und der Geophysik. Dabei wurden in den letzten Jahrzehnten verstärkt Forschungsresultate der Astronomie und der Astrophysik berücksichtigt.
Mit dem Instrumentarium der Paläoklimatologie können in vermehrtem Umfang fundierte Aussagen über die vergangene und künftige Klimaentwicklung der Erde getroffen werden. Letzteres betrifft sowohl bereits begonnene Entwicklungen wie die globale Erwärmung als auch weiter in der Zukunft liegende Ereignisse wie zum Beispiel das erneute Auftreten einer Kaltzeit. Darüber hinaus werden paläoklimatologisch ermittelte Daten zur genaueren Bestimmung der Klimasensitivität ebenso herangezogen wie zur Erforschung der Ursachen und Folgen von abrupten Klimawechseln.

## Forschungsgeschichte

### Die Entwicklung vom 17. bis 19. Jahrhundert
Bereits im 17. Jahrhundert fand Nicolaus Steno mit dem Stratigraphischen Grundgesetz eine fundierte Erklärung zur Entstehung von Sedimentgesteinen. Er erkannte zutreffend, dass verschiedene Gesteinsschichten verschiedene Stadien der Erdgeschichte repräsentieren. Fossilienfunde im Hochgebirge, zum Beispiel von Meeresmuscheln, lieferten deutliche Indizien, dass die Geschichte der Erde nicht statisch verlief, sondern von tiefgreifenden dynamischen Prozessen geprägt war. Ebenfalls im 17. Jahrhundert wurden erstmals geologische und paläontologische Klimazeugen mit langfristigen Klimaveränderungen in Verbindung gebracht. So vermutete der englische Universalgelehrte Robert Hooke 1686 aufgrund von Versteinerungen aus dem Jura, dass das südenglische Klima in weit zurückliegenden Epochen erheblich wärmer gewesen sein musste.
Gegen den damals fest verwurzelten Glauben an den biblischen Schöpfungsmythos mit der Sintflut als globale „Urkatastrophe“, der alle damals bekannten Ablagerungen einschließlich der Fossilien zugeschrieben wurden, konnte sich die Idee einer urweltlichen Epoche erst ein Jahrhundert später durchsetzen. Im Zuge der Aufklärung und mit der Entwicklung der Geologie zur modernen Wissenschaft ab 1750 gewann der Vorzeitgedanke allmählich an Boden. Daraus resultierte am Ende des 18. Jahrhunderts die damals revolutionäre Erkenntnis, dass die Urzeit der Erde einen erheblich größeren Zeitraum umfassen musste als die historisch belegte Menschheitsgeschichte. Die auf der Grundlage erster stratigraphischer Profile analysierten Schichten, Sedimente und Fossilien führten zur Annahme eines lange währenden Ablagerungs- und Versteinerungsprozesses. Zudem fanden sich vor allem im Voralpengebiet, in der norddeutschen Tiefebene oder in Skandinavien ungewöhnliche Relikte in Form von Moränen, Drumlins und erratischen Blöcken (Findlinge), die auf eine großflächige Vergletscherung hindeuteten. In die ersten Jahrzehnte des 19. Jahrhunderts fiel die anfangs noch grobe Einteilung der Erdgeschichte in verschiedene geologische Perioden. Parallel dazu erfolgte die Einordnung dieser Perioden in die geologische Zeitskala, wenngleich die wahren zeitlichen Dimensionen bis in das 20. Jahrhundert hinein auf Grund unzureichender geochronologischer Analyseverfahren stark unterschätzt wurden. Zudem entstanden die ersten wissenschaftlichen Beschreibungen vorzeitlicher Lebensräume einschließlich ihrer klimatischen Bedingungen.
Eunice Foote untersuchte 1856 als erste Wissenschaftlerin experimentell die Wirkung von Sonnenbestrahlung auf luftdicht verschlossene Glasröhren, die mit verschiedenen Gasen gefüllt waren. Auf der Grundlage dieses Versuchsaufbaus wies sie die Absorption von solarer Wärmestrahlung durch Kohlenstoffdioxid und Wasserdampf nach und erkannte in den Resultaten eine mögliche Ursache für Klimawandel-Ereignisse. Damit gilt sie als wichtigste Wegbereiterin der wissenschaftlichen Erforschung des Einflusses von CO2 auf das Klima der Erde und der damit einhergehenden Klimaveränderungen seit dem 19. Jahrhundert.

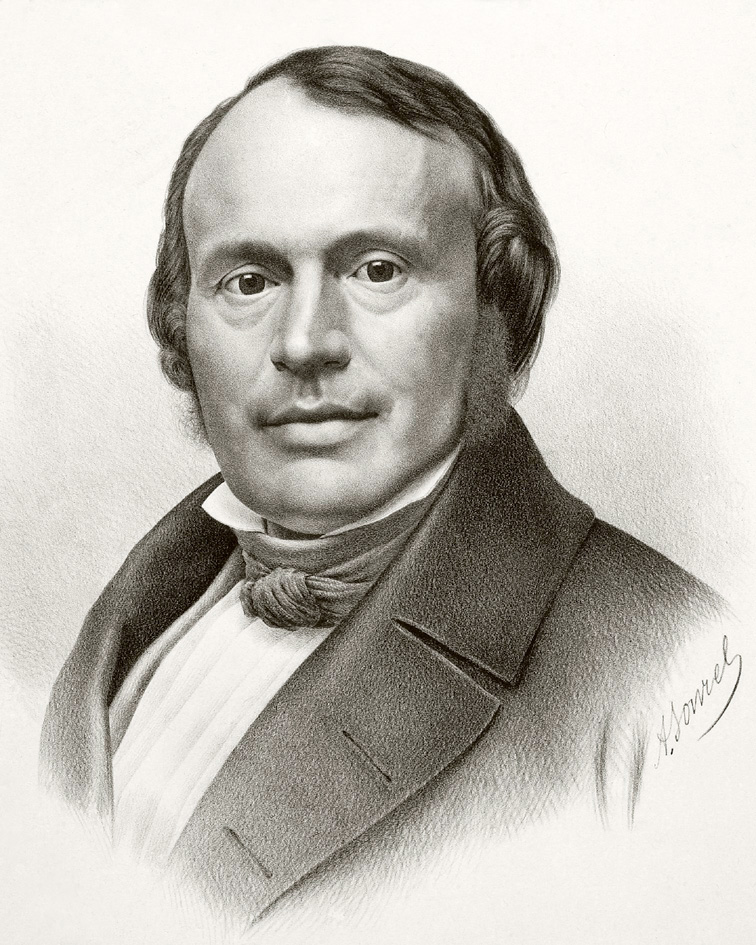
Louis Agassiz

Als Wegbereiter der Paläoklimatologie im deutschen Sprachraum gilt der Botaniker und Geologe Karl Friedrich Schimper (1803–1867), der erstmals fossil belegte Spuren von Witterungseinflüssen, wie Regen, Wind und Hagelschlossen, beschrieb. Daneben vertrat er die Theorie eines „Weltwinters“, der weite Teile Nord- und Mitteleuropas mit Eis bedeckt hatte. Der Schweizer Paläontologe und Botaniker Oswald Heer (1809–1883) schuf mit seinem Hauptwerk, dem siebenbändigen „Flora fossilis arctica – Die fossile Flora der Polarländer“, ein vielbeachtetes Standardwerk zur Paläobotanik. Mit dem erfolgreichen, allgemeinverständlich verfassten Buch Die Urwelt der Schweiz (1865) gelang es ihm, ein breiteres Publikum für den Vorzeitgedanken einzunehmen. Als einer der ersten schlug Heer vor, fossil erhaltene Pflanzen als Proxys für die Klimabestimmung urweltlicher Habitate heranzuziehen. Internationale Bekanntheit erlangte auch der Schweizer Naturforscher Louis Agassiz (1807–1873), der 1846 in die USA auswanderte und dort seine wissenschaftliche Laufbahn fortsetzte. Auf der Grundlage intensiver Feldstudien in den Schweizer Alpen kam Agassiz zu der Überzeugung, dass bestimmte Geländeformationen nur unter dem Einfluss einer allgemeinen Vereisung entstanden sein konnten. Diese These löste eine lang anhaltende, kontrovers geführte Diskussion aus. Viele Forscher standen der neuen Eiszeittheorie ablehnend gegenüber und bevorzugten stattdessen alternative Erklärungsmodelle. So galten die in manchen Gegenden häufig anzutreffenden Findlingsblöcke als vulkanische Auswürfe. Das war umso verwunderlicher, da die sehr viel ältere Permokarbone Vereisung, gut dokumentiert durch geologische Untersuchungen in Indien, Südafrika und Australien, schon längst Eingang in die Fachliteratur gefunden hatte.
Erst zwischen 1870 und 1880 wurde angesichts einer Fülle konsistenter Belege die Existenz des quartären Eiszeitalters allgemein akzeptiert. Von nun an war die letzte Kaltzeit – auch im Hinblick auf das Klima – jahrzehntelang das zentrale Thema vieler geowissenschaftlicher Forschungen. 
Einen wesentlichen Beitrag zum Verständnis der Klimamechanismen in erdgeschichtlichen Zeiträumen leistete der schwedische Physiker und Chemiker Svante Arrhenius (1859–1927). In seinem Werk Über den Einfluss von Kohlensäure in der Luft auf die Bodentemperatur (1896) berechnete er als erster die genaue Treibhauswirkung von Kohlenstoffdioxid, wies auf Konzentrationsschwankungen dieses Gases während der Eiszeitzyklen hin und vermutete eine kommende globale Erwärmung durch industrielle CO2-Emissionen. Arrhenius’ Arbeiten zu diesem Themenkomplex galten lange als unsicher und spekulativ, sie wurden jedoch mit einiger Verzögerung in den 1950er Jahren in vollem Umfang bestätigt.

### Das 20. Jahrhundert

Die farbig dargestellten paläobiogeografischen Verbreitungsgebiete von Cynognathus, Mesosaurus, Glossopteris und Lystrosaurus erlauben die Rekonstruktion des südlichen Großkontinents Gondwana. Gleichzeitig sind sie Belege für die Existenz der Plattentektonik, deren Grundlagen zuerst von Alfred Wegener formuliert wurden.

Das 20. Jahrhundert brachte den Geowissenschaften einen Zustrom neuer Erkenntnisse, von denen auch die Paläoklimatologie profitierte, die nunmehr über eine zunehmend breitere und zuverlässigere Basis verfügte. Zu einem Meilenstein der Eiszeit- und Quartärforschung wurde das in den Jahren 1901 bis 1909 von Albrecht Penck und Eduard Brückner herausgegebene dreibändige Standardwerk Die Alpen im Eiszeitalter, das die vier alpinen Eiszeiten Günz, Mindel, Riss und Würm umfassend beschrieb und eine wegweisende stratigraphische Basis zu diesem Themenbereich etablierte. 1911 benutzte der britische Geologe Arthur Holmes erstmals die Uran-Blei-Zerfallsreihe zur absoluten Altersbestimmung von Gesteinsschichten. Seine Messungen ergaben für den Beginn des Kambriums ein Alter von etwa 600 Millionen Jahren (aktuell 541 Millionen Jahre). Holmes’ Resultate wurden zunächst vielfach bezweifelt, korrespondieren jedoch relativ genau mit der modernen geologischen Zeitskala.
Ein weiterer Pionier der Paläoklimatologie war der Meteorologe und Polarforscher Alfred Wegener (1880–1930), der als Begründer der erst in den 1960er Jahren rezipierten Kontinentalverschiebungstheorie auch als Geowissenschaftler postume Anerkennung fand. Um seine These zu stützen, wonach die gegenwärtige Anordnung der Kontinente nur eine geologische Momentaufnahme darstellt, sammelte Wegener eine Vielzahl von „Klimazeugen“, die belegen sollten, dass die großen Landmassen in früheren geologischen Perioden fernab ihrer heutigen Position lagen und wahrscheinlich Teile des einstigen Urkontinents Pangaea waren. Unter anderem verwies er auf die unter warmzeitlichen Bedingungen entstandenen Kohlevorkommen in der Antarktis, auf die Fossilfunde subtropischer Baumarten auf Spitzbergen oder auf die Entdeckung, dass die Sahara im späten Ordovizium zum Teil von Gletschern bedeckt war.
Als Vater der modernen, systematisch betriebenen Paläoklimatologie gilt Martin Schwarzbach (1907–2003). Sein Lehrbuch Das Klima der Vorzeit (Erstauflage 1950) wurde über einen Zeitraum von vier Jahrzehnten immer wieder aktualisiert und überarbeitet. Als Vertreter des klassischen Aktualismus berücksichtigte Schwarzbach die vielfältigen neuen Ansätze der Paläoklimatologie und ihre rasche Entwicklung zu einer breit gefächerten interdisziplinären Wissenschaft jedoch nur am Rande.

### Die Grundlagen der Paläoklimatologie
Bis weit in die zweite Hälfte des 20. Jahrhunderts war die Paläoklimatologie ebenso wie die meisten anderen Geowissenschaften eine überwiegend deskriptive (beschreibende) Wissenschaft. Hierzu bediente sie sich einer wachsenden Anzahl von ständig verfeinerten Datierungs- und Nachweismethoden wie der Dendrochronologie, die in der Historischen Klimatologie und der Archäologie ebenfalls häufig angewendet wird. Um jedoch fundierte Aussagen nicht nur über Klimaereignisse, sondern auch über deren physikalische Ursachen und Wechselwirkungen sowie ihre Bedeutung für die Gegenwart treffen zu können, mussten zuerst die wesentlichen Faktoren des Erdklimasystems verstanden werden. Dies konnte nur im Rahmen einer breit aufgestellten, fachübergreifend agierenden Wissenschaft geschehen, die alle klimarelevanten Regelmechanismen in vollem Umfang berücksichtigt und in intensivem Austausch mit anderen naturwissenschaftlichen Disziplinen steht. So wiesen zum Beispiel der Astrophysiker und Buchautor Carl Sagan und sein Co-Autor George Mullen 1972 in einer Studie darauf hin, dass die Sonne am Beginn der Erdgeschichte vor 4,5 Milliarden Jahren etwa 30 Prozent weniger Wärmestrahlung emittierte als heute. Mit dem Faint Young Sun Paradox (Paradoxon der schwachen jungen Sonne) ergaben sich elementare Fragen zur Entstehung und zur Kontinuität des irdischen Lebens, die nicht nur die Paläoklimatologie betreffen, sondern aktuell auf breiter Basis interdisziplinär diskutiert werden, vor allem in den Atmosphärenwissenschaften.

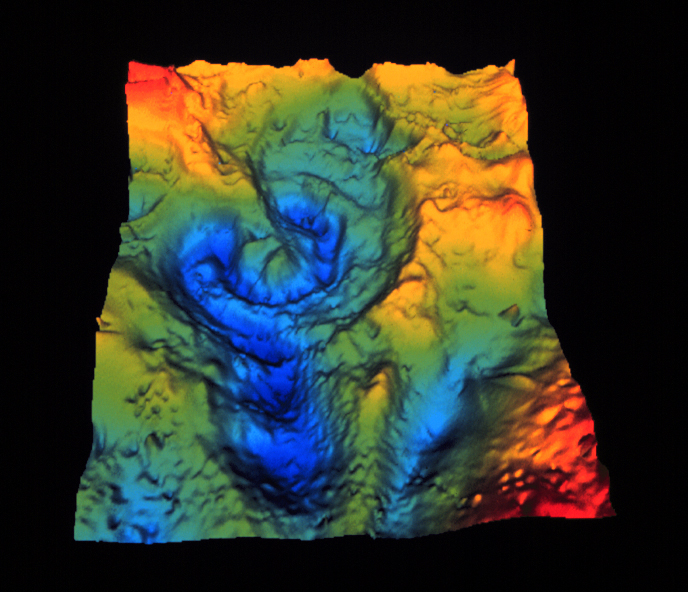
Computergenerierte Karte des Chicxulub-Kraters auf der Basis der gemessenen Schwereanomalien

Ein ähnliches Interesse wie das Paradoxon entfachte im Jahre 1980 die Entdeckung einer global nachgewiesenen Iridium-Anomalie an der Kreide-Paläogen-Grenze. Die erhöhte Konzentration des auf der Erde sehr seltenen Edelmetalls Iridium in einer dünnen Sedimentschicht (dem sogenannten „Grenzton“) führte zur Annahme eines Asteroideneinschlags am Ende des Erdmittelalters vor 66 Millionen Jahren, der das gesamte Ökosystem schwer belastete und ein weltweites Massenaussterben besiegelte, nach den vulkanischen Ereignissen während der Bildung des Dekkan-Trapps (siehe aber auch unten bei Vulkanismus sowie Kreide-Paläogen-Grenze). Als wahrscheinlicher Ort des Einschlags gilt der Chicxulub-Krater im Golf von Mexiko nahe der Halbinsel Yucatán. Inzwischen wurden mithilfe von Satelliten Dutzende weiterer Impaktkrater geortet (einige davon fast vollständig erodiert oder verschüttet), die deutlich belegen, dass in geologischen Zeiträumen die Erde relativ häufig mit kosmischen Objekten unterschiedlicher Größe kollidierte. Zugleich verdichteten sich die Hinweise, dass im Laufe der Erdgeschichte gravierende Klimaschwankungen und damit einhergehende Massenaussterben öfter als ursprünglich angenommen auftraten. Ursachen und Folgen derartiger Krisen werden intensiv erforscht, um mögliche Parallelen zur anthropogenen globalen Erwärmung zu finden.
Als wichtiges Instrument bei der Darstellung vergangener und zukünftiger Klimaszenarien haben sich Modellberechnungen mittels Computer etabliert. Klimamodelle stellen auf Grund ihrer komplexen Struktur und ihrer Anzahl an zusätzlichen Parametern hohe Anforderungen an die Rechenkapazität eines Computersystems. Die meisten Modelle werden dabei an realen Klimaverläufen sowohl der Gegenwart als auch der Vergangenheit kalibriert, so dass sie nicht nur aktuelle Entwicklungen, sondern beispielsweise auch den Klimazyklus der letzten Eiszeit weitgehend korrekt nachbilden können. Bei der Modellierung klimatischer Entwicklungen sind die im Laufe von Jahrtausenden wechselnden Erdbahnparameter, die sogenannten Milanković-Zyklen, zu einer signifikanten Einflussgröße geworden. Unter Einbeziehung dieser Zyklen war es möglich, den charakteristischen Ablauf der Quartären Eiszeit mit ihren Warm- und Kaltzeiten, einschließlich des Treibhauseffekts und der Eis-Albedo-Rückkopplung, auf ein solides theoretisches Fundament zu stellen.
Die in den letzten Jahrzehnten erzielten Fortschritte bei der radiometrischen Datierung führten zu einer erheblichen Zunahme der Messgenauigkeit und damit zu einer teilweisen Neubewertung geologischer, geophysikalischer und biologischer Ereignisse. Mithilfe moderner Datierungsmethoden wurde es möglich, Klimaschwankungen oder Massenaussterben zeitlich genauer einzugrenzen und zunehmend detaillierter zu rekonstruieren.

## Methoden und Analysewerkzeuge
Zuverlässige und relativ lückenlose Daten zu Wetter und Klima stehen der Meteorologie und Klimatologie nur für den Zeitraum der letzten 150 Jahre zur Verfügung. Um fundierte Aussagen über die Klimata früherer Epochen treffen zu können, verfügt die moderne Paläoklimatologie über eine Reihe spezieller Mess- und Bestimmungsmethoden, von denen einige erst in jüngster Zeit entwickelt wurden. Zum Standardinstrumentarium gehören Klimaproxys als indirekte Klima-Anzeiger, die in natürlichen Archiven wie Baumringen, Stalagmiten, Eisbohrkernen, Korallen, See- oder Ozeansedimenten, Pollen oder schriftlichen Aufzeichnungen zu finden sind. Klimaproxys werden nicht nur zur Rekonstruktion vergangener Klimazonen verwendet, sondern liefern darüber hinaus Informationen zur Sonnenaktivität, Niederschlagsintensität, Luftzusammensetzung und chemischen Beschaffenheit urzeitlicher Meere. Um falsche Resultate möglichst auszuschließen, müssen Klimaproxys mit modernen, instrumentell ermittelten Datenreihen verglichen und an ihnen kalibriert werden.

### Klimaproxys und Klimazeugen
Im Zuge der intensiven Erforschung der Quartären Eiszeit ab Mitte des 19. Jahrhunderts wurde eine Fülle geologischer Relikte entdeckt, die auf eine lang währende Kaltphase hindeuteten. Vor allem der weite Teile Mittel- und Nordeuropas bedeckende Fennoskandische Eisschild sowie die alpinen Vorlandgletscher hatten charakteristische Spuren in den verschiedensten Geländeformationen hinterlassen beziehungsweise waren an der Entstehung dieser Formationen in Form von Trogtälern oder Grundmoränen direkt beteiligt. Diese Vorgänge sind Forschungsgegenstand der Glazialmorphologie, die darüber hinaus zahlreiche weitere Zeugen eiszeitlicher Gletscherbewegungen und glazialer Prozesse untersucht, wie Geschiebemergel, Gletscherschliffe, Dropstones, Lösssedimente, Periglaziale Lagen sowie (mit Einschränkungen) sogenannte Eiskeile. Mithilfe geologischer, paläontologischer und radiometrischer Methoden konnten sechs Eiszeitalter mit einer Gesamtdauer von 525 Millionen Jahren während der letzten 2,4 Milliarden Jahre nachgewiesen werden, wobei relativ umfangreiche Gletscherbildungen gelegentlich selbst in wärmeren Phasen der Erdgeschichte auftraten.
Geologische und paläontologische Nachweisverfahren werden auch für frühere Warmzeiten angewandt, wobei hier zusätzlich zwischen feuchten (humiden) und trockenen (ariden) Klimata unterschieden wird. Als Datierungs- und Untersuchungsobjekte eignen sich Lage und Ausdehnung urzeitlicher Korallenriffe, die Zusammensetzung von Tonmineralen einschließlich der Schichtsilikate, Lagerstätten von Lignit (Schieferkohle), das Sedimentgestein Evaporit sowie die verschiedenen Formen von physikalischer, chemischer und biotischer Verwitterung in erdgeschichtlichen Zeiträumen.
Nachfolgend ist eine Reihe weiterer Klimaproxys aufgeführt, die in der Paläoklimatologie häufig verwendet werden.

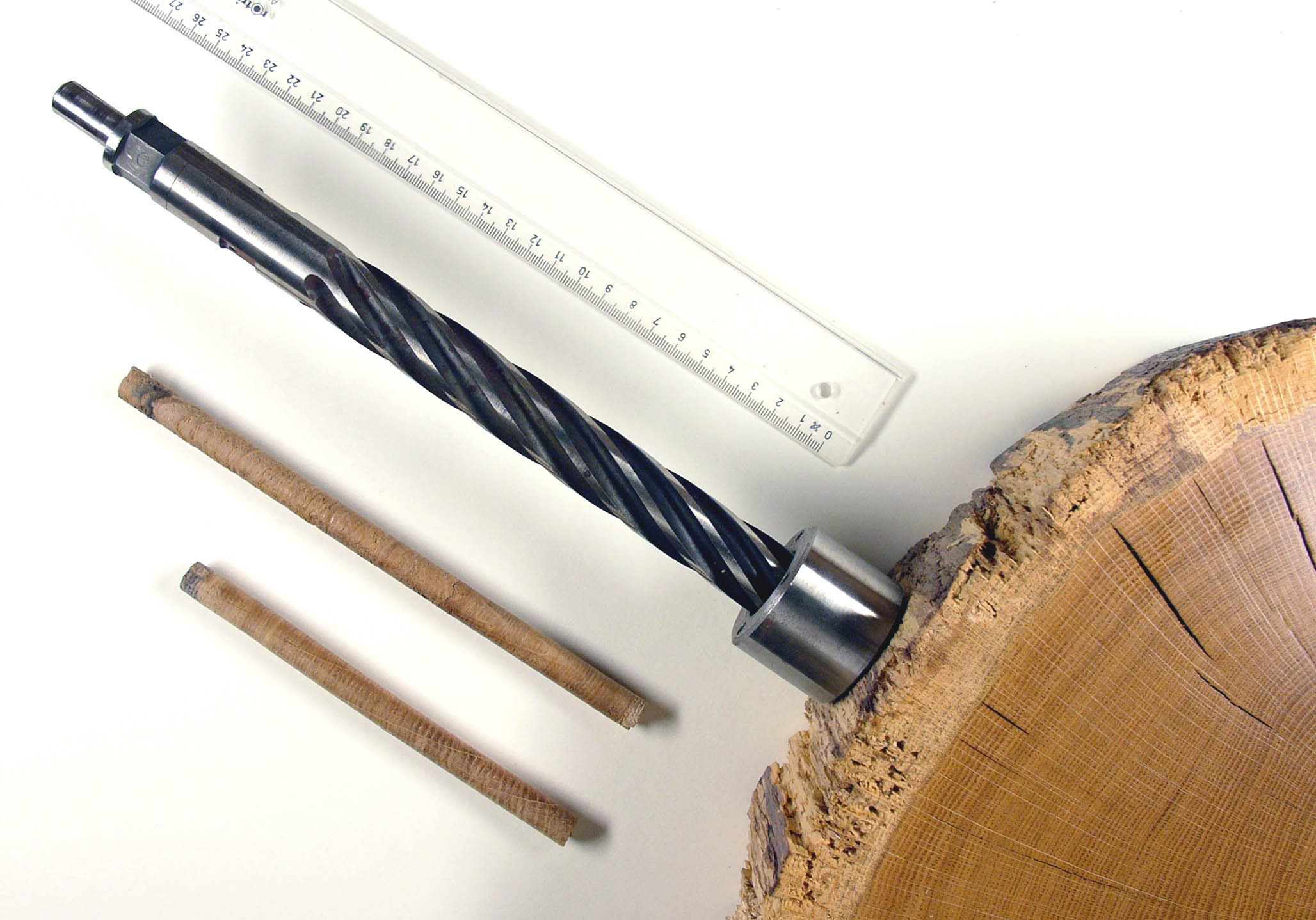
Hohlbohrer für die Entnahme dendrochronologischer Proben, darunter zwei Bohrkerne

- Mit der Dendrochronologie lässt sich durch eine Jahresring-Auswertung das jährliche Baumwachstum in Abhängigkeit von Witterung, Umwelt und Klima rekonstruieren. Für einzelne europäische Baumarten wurden auf diese Weise lückenlose Jahresringtabellen über einen Zeitraum von 10.000 Jahren erstellt. Momentaner „Rekordhalter“ ist der Hohenheimer Jahrringkalender,[19] an dem die mitteleuropäische Klimaentwicklung von der Gegenwart bis in die Jüngere Dryaszeit vor 14.600 Jahren zurückverfolgt werden kann.[20] Unter optimalen Voraussetzungen ist es möglich, jedem Baumring das genaue Jahr seiner Entstehung zuzuordnen. So wurde zum Beispiel die Wetteranomalie der Jahre 535 und 536 unter Einbeziehung der Dendrochronologie wissenschaftlich bestätigt.[21]
- Die Palynologie (Pollenanalyse) ist unter der Bezeichnung Pollenstratigraphie ein Teilbereich der Paläontologie und hat zuletzt in der Paläoklimatologie ebenfalls an Bedeutung gewonnen. Dank ihrer globalen Verbreitung und ihrer großen Widerstandsfähigkeit gegenüber Umwelteinflüssen und geologischen Prozessen eignen sich urzeitliche Pollen, Sporen und Mikrofossilien (zusammengefasst unter dem Begriff Palynomorphe) vom frühen Phanerozoikum bis in die geologische Gegenwart sehr gut als Leitfossilien. Darüber hinaus können aus der lokalen Häufigkeit und Artenvielfalt der Palynomorphe nicht nur die damaligen klimatischen Bedingungen, sondern auch komplexe Ökosysteme rekonstruiert werden.[22]
- Die Warvenchronologie, auch Bändertondatierung genannt, basiert auf der genauen Zählung von Ablagerungsschichten (Warven) in Still- und Fließgewässern wie Seen oder Flüssen. Dafür eignen sich besonders Gewässer, die regelmäßig von starker Schneeschmelze betroffen sind. Falls die Zählung in einen absoluten Zeitrahmen eingebunden werden kann, ermöglicht das eine Altersangabe in Warvenjahren. Bei entsprechender Kalibrierung und Abgleich der Warvenjahre mit anderen Chronologieverfahren sind ähnlich wie in der Dendrochronologie paläoklimatologische Detailanalysen auf der Grundlage kleinskaliger Zeiträume möglich. Der Anwendungsbereich der Warvenchronologie erstreckt sich über einen Zeitrahmen von etlichen hundert bis etwa 30.000 Jahren und reicht in Einzelfällen darüber hinaus.[23]

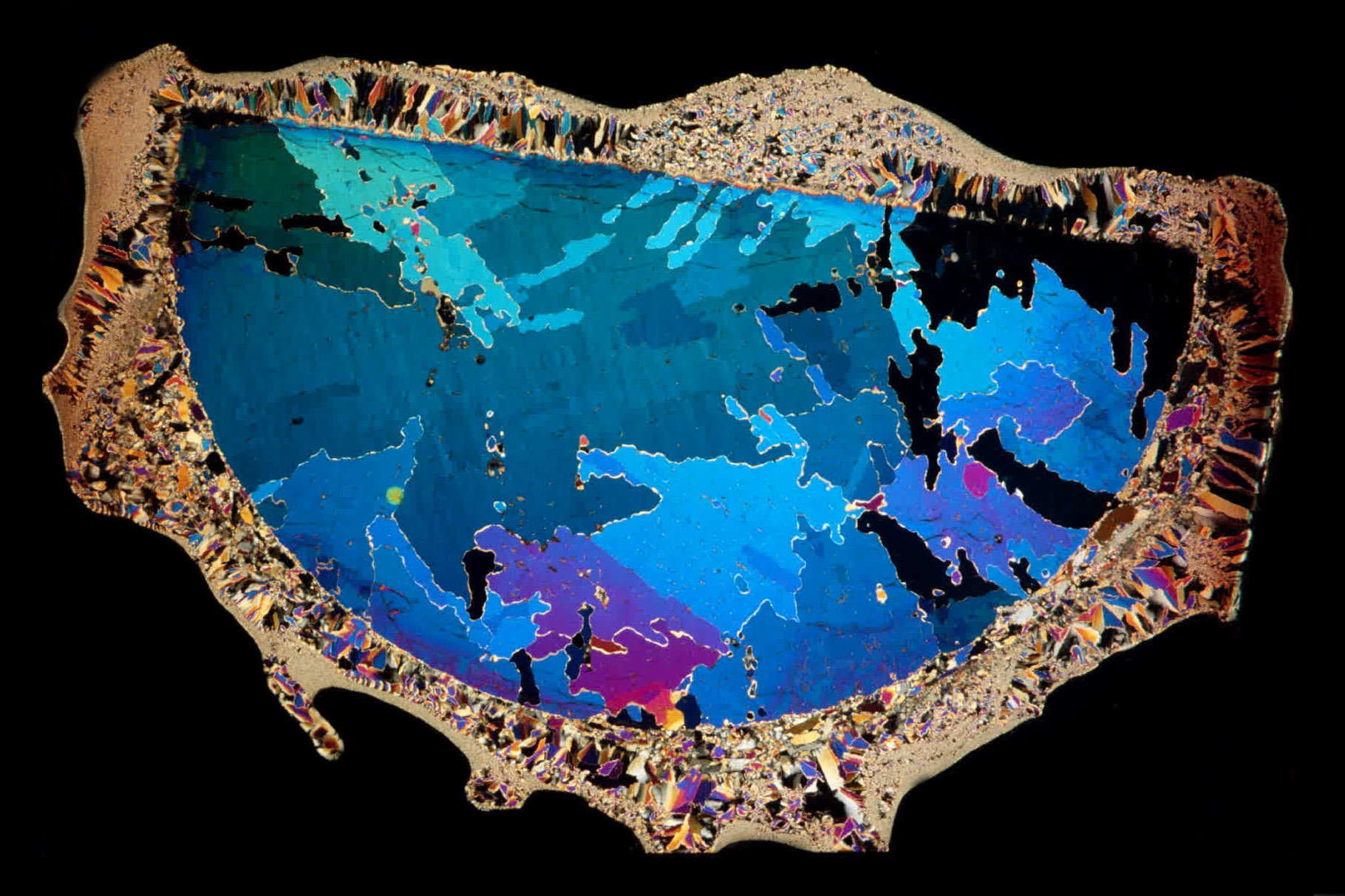
Antarktischer Eisbohrkern im polarisierten Licht (AWI)

- Eisbohrkerne gehören zu den genauesten Klimaarchiven und werden deshalb sehr methodisch analysiert und ausgewertet. Neben Gebirgsgletschern, aus deren Bohrkernen bei günstigen Bedingungen die exakten regionalen Klimaverläufe der letzten Jahrtausende rekonstruiert werden können, eignen sich der grönländische und der antarktische Landeisschild zu detaillierten Klima-Analysen über längere Zeiträume. Während das bisher älteste untersuchte Grönland-Eis rund 123.000 Jahre abdeckt und damit die Eem-Warmzeit einschließt, konnte im Rahmen des Projekts EPICA ein Antarktis-Bohrkern mit einem Gesamtalter von über 800.000 Jahren geborgen werden.[24] Die „fossilen“ Luftbläschen innerhalb eines Eisbohrkerns sind zuverlässige Klima-Archive für die Zusammensetzung der Atmosphäre während der Quartären Eiszeit und hier vor allem für die Kohlenstoffdioxid- und Methan-Konzentrationen, die innerhalb eines Eiszeitzyklus mit seinen Kalt- und Warmphasen starken Schwankungen unterlagen. Außerdem liefern Eisbohrkerne Daten zur Sonnenaktivität, zu Lufttemperaturen, zu Verdunstungs- und Kondensationsprozessen sowie zu Anomalien des Erdmagnetfeldes. Im Eis eingeschlossene Staubpartikel sind Indikatoren für Wind und atmosphärische Zirkulation und speichern zudem die Spuren möglicher Vulkanausbrüche und Meteoriteneinschläge.

Schema einer konvergenten Plattengrenze mit Subduktion ozeanischer Lithosphäre unter kontinentale Lithosphäre

- Ozeanische Sedimente. Die über Jahrmillionen auf den Kontinentalschelfen oder in der Tiefsee entstandenen Ablagerungsschichten werden hinsichtlich ihres Ursprungs in biogene (abgestorbene Organismen), lithogene (Gesteine) und hydrogene (lösliche chemische Verbindungen) Sedimente unterteilt. Die Bohrkernproben biogener Sedimente erlauben Rückschlüsse auf die geographische Verbreitung bestimmter Lebewesen in verschiedenen geologischen Epochen, lithogene Sedimente sind ein Archiv für Zustandsänderungen von Meeresströmungen, während hydrogene Sedimente oftmals Hinweise auf vergangene Klimaschwankungen enthalten. Durch die Auswertung eisenhaltiger Sedimente und Magmaschichten der ozeanischen Erdkruste konnte zudem eine Reihe von Polumkehrungen nachgewiesen werden. Untersuchungen dieser Art sind Forschungsgegenstand des Paläomagnetismus. Das Alter aller marinen Sedimente ist durch den plattentektonischen Prozess der Subduktion begrenzt. Da Ozeanböden ständig in die Tiefen des Erdmantels „abtauchen“, andererseits an den Spreizungszonen permanent neu gebildet werden, beträgt das Durchschnittsalter der gesamten ozeanischen Kruste etwa 80 Millionen Jahre. Einzelne Regionen erreichen ein Alter von etwa 200 Millionen Jahren[25] (lediglich im östlichen Mittelmeer gibt es als große Ausnahme 340 Millionen Jahre alte Sedimentschichten aus der Zeit des Karbons).[26] Aufgrund dieser natürlichen Zeitbarriere sind die Impaktkrater großer Asteroiden- oder Kometeneinschläge in die präkambrischen oder paläozoischen Meere nicht mehr nachweisbar. Die genaue Datierung ozeanischer Bohrkernproben schwankt normalerweise sehr stark und ist abhängig von deren Alter und von der Geschwindigkeit der jeweiligen Sedimentationsprozesse. Ablagerungen aus dem Holozän erlauben unter günstigen Bedingungen eine zeitliche Auflösung von einigen Jahrzehnten, wobei sehr junge Schichtungen durch Einflüsse wie die Bioturbation für zuverlässige Analysen eher ungeeignet sind.
- Tropfsteine wie Stalagmiten und Stalaktiten (nicht immer ganz zutreffend auch Speläotheme genannt) kommen weltweit vor und sind fast zwangsläufig in den Höhlen von Karst- und Kalkgesteingebieten zu finden. Tropfsteine entstehen aus dem mit Kohlenstoffdioxid angereicherten Oberflächenwasser (zum Beispiel Regen oder Schmelzwasser), das auf seinem Weg durch Spalten und poröses Material organische Säuren aufnimmt, die im Verbund mit dem Kohlenstoffdioxid das im Gestein enthaltene Calciumcarbonat lösen. Solange die Umgebungsbedingungen der jeweiligen Höhle konstant bleiben, bilden sich durch einsickernde Wassertropfen dünne Kalkschichten, die im Laufe der Zeit zu Stalagmiten (vom Höhlenboden) oder zu Stalaktiten (von der Höhlendecke) „heranwachsen“. Das Verhältnis der Sauerstoffisotope im Tropfsteinkalk, die Dicke der Wachstumslagen und die Anteile diverser Spurenelemente summieren sich zu einem zuverlässigen, auf Jahrzehnte genauen Klimakalender, der auch abrupte und kurzzeitige Umschwünge wie die Dansgaard-Oeschger-Ereignisse der letzten Eiszeit verzeichnet. Tropfsteine können – je nach Dauer der Wasser- und damit der Calciumcarbonatzufuhr – sehr lange wachsen und erreichen mitunter ein Alter von mehreren Hunderttausend Jahren.

### Isotopenanalyse und biogeochemisches Nachweisverfahren

#### Datierungsmethoden
- Zur Erzielung einer möglichst präzisen absoluten Altersbestimmung werden vielfach Zirkonkristalle verwendet. Diese eignen sich aufgrund ihrer Hitzeresistenz und ihrer dadurch stabil gebliebenen Gitterstruktur zur Analyse der darin eingeschlossenen radioaktiven Nuklide (wie 235U, 238U oder 232Th). Diese Datierungsmethode weist sehr geringe Fehlertoleranzen auf und deckt den Zeitraum der gesamten Erdgeschichte ab. Beispielsweise können Zirkone die Existenz früher plattentektonischer Prozesse (und damit die Entstehungszeit der ersten Ozeane) ebenso belegen wie das genaue Alter von Impaktkratern.[27]
- Die 40Ar/39Ar-Datierung ist eine abgewandelte und genauere Methode der herkömmlichen Kalium-Argon-Datierung und wird seit einiger Zeit in den Geowissenschaften zur Altersbestimmung von Mineralien und Gesteinen häufig eingesetzt. Ihr Anwendungsbereich erstreckt sich von einigen Jahrtausenden bis weit in das Präkambrium.
- Die Kryptondatierung mit dem Isotop 81Kr in Verbindung mit dem stabilen Isotop 83Kr wird in der Praxis erst seit dem Jahr 2011 verwendet. Den Durchbruch brachte eine neue Detektortechnologie auf der Basis der Atom Trap Trace Analysis.[28] Mit einer Halbwertszeit von 230.000 Jahren eignet sich 81Kr vor allem zur Untersuchung von Gletschern und alten Eisschichten, wie sie zum Beispiel in der Antarktis vorkommen, und liefert dabei erheblich präzisere Resultate als frühere Verfahren.
- Die Radiokarbonmethode, auch 14C-Datierung genannt, ist ein Verfahren zur Altersbestimmung organischer Substanzen. Aus den natürlichen Schwankungen des radioaktiven Kohlenstoff-Isotops 14C und des stabilen Isotops12C können die Zyklen der Sonnenaktivität, Veränderungen des geomagnetischen Dipolfeldes sowie der Austausch zwischen Kohlenstoffsenken und Atmosphäre berechnet werden.[29] Anwendungsbereich: 300 bis etwa 57.000 Jahre. Aufgrund ihrer zeitlichen Begrenzung spielt die 14C-Datierung in der Paläoklimatologie nur eine untergeordnete Rolle, findet jedoch in der Historischen Klimatologie sowie in der Archäologie breite Anwendung. Laut einer aktuellen Studie führen die stark zunehmenden anthropogenen CO2-Emissionen zu einer deutlichen Verringerung der 14C-Anteile in der Atmosphäre. Dieser Effekt wird künftige Radiokarbondatierungen mit hoher Wahrscheinlichkeit beträchtlich erschweren beziehungsweise signifikant verfälschen.[30]

#### Methoden zur Rekonstruktion von Klima und Umwelt
- δ13C (Delta-C-13) ist das Maß für das Verhältnis der stabilen Kohlenstoff-Isotope 13C/12C zwischen einer Probe und einem definierten Standard. Die auf diese Weise entdeckte Verschiebung des δ13C-Verhältnisses in 3,5 Milliarden Jahre alten Gesteinsformationen gilt als starkes Indiz für die Existenz früher Lebensformen. Die δ13C-Signatur erlaubt zudem die Bestimmung der atmosphärischen Kohlenstoffdioxid-Konzentration in verschiedenen Erdzeitaltern. Die Freisetzung großer Mengen Methanhydrat wie während des Paläozän/Eozän-Temperaturmaximums hat ebenfalls signifikante Auswirkungen auf die globale δ13C-Signatur.[31]

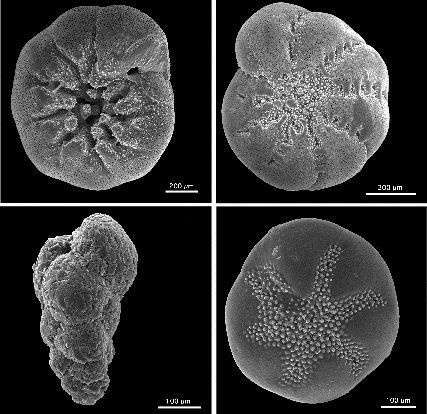
Fossile Foraminiferen werden oft als Klimaproxys verwendet

- δ18O (Delta-O-18) beschreibt das Verhältnis der stabilen Sauerstoff-Isotope 18O/16O. Dieses vielfältig einsetzbare Messverfahren eignet sich für die Rekonstruktion von Niederschlagstemperaturen und dient zudem als Indikator von Prozessen der Isotopenfraktionierung wie der Methanogenese. In der Paläoklimatologie werden 18O/16O-Daten als Temperaturproxy von fossilen Korallen und Foraminiferen sowie von Eisbohrkernen, Tropfsteinen und Süßwassersedimenten verwendet.[32] Zeitlicher Anwendungsbereich: Känozoikum bis Paläozoikum, zum Teil darüber hinaus (mindestens 600 Millionen Jahre).
- δ15N (Delta-N-15) ist das Maß für das Verhältnis der stabilen Stickstoff-Isotope 15N zu 14N. Mit dieser Methodik werden verschiedene Formen des Stickstoffkreislaufs untersucht, so zum Beispiel die Rate, mit der Stickstoff von einem Ökosystem aufgenommen und umgesetzt wird.[33]
- TEX86 (Tetraether-Index von 86 Kohlenstoffatomen) bezeichnet eine biogeochemische Methode zur Ermittlung der Meeresoberflächentemperatur früherer Klimata. Zu diesem Zweck wird die Zellmembran bestimmter mariner Einzeller analysiert.[34] Zeitlicher Anwendungsbereich: Jura, Kreidezeit und gesamtes Känozoikum (ca. die letzten 200 Millionen Jahre).

Außer den oben genannten Methoden gibt es eine Vielzahl weiterer Analyseverfahren, wie zum Beispiel die Strontiumisotopenanalyse. Das auf der Erde nur in Spuren vorhandene radioaktive Beryllium-Isotop 10Be korreliert mit der kosmischen Strahlung sowie mit hohen Aerosol-Konzentrationen. 10Be-Isotope in Eisbohrkernen werden zudem in Hinblick auf den Zusammenhang zwischen Sonnenaktivität und Temperaturentwicklung analysiert. Darüber hinaus wird für geologische und paläoklimatologische Untersuchungen eine Reihe von Eisen-, Chrom- und Edelgas-Isotopen herangezogen. Eine neuere Methode, 2014 vorgestellt, ist die spezielle Verwendung des Argon-Isotops 39Ar zur Analyse von Gletschereis und ozeanischem Tiefenwasser mittels der Atom Trap Trace Analysis (ATTA). Dieses Verfahren basiert auf einer magneto-optischen „Atomfalle“ (MOT) unter Einsatz von Laserphysik zur Spurenanalyse seltener Edelgasisotope, wobei jedes Atom des Probenmaterials einzeln detektiert wird.

## Langfristig wirksame Klimafaktoren im Kontext der Erdgeschichte

### Die Sonne

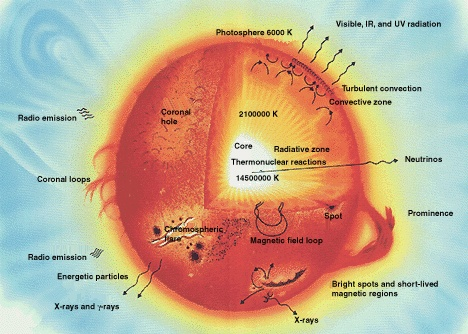
Physikalische Struktur der Sonne (NASA)

Von allen Faktoren, die das irdische Klima von Beginn an prägten und bis heute bestimmen, spielt der Einfluss der Sonne die wichtigste Rolle. Die in einem thermonuklearen Fusionsprozess erzeugte und abgestrahlte solare Energie ist die Grundvoraussetzung für die Entstehung und Entwicklung des Lebens auf der Erde. Die langjährig gemittelte Strahlungsintensität in Form der Solarkonstante beträgt 1361 W/m² (nach der 2015 getroffenen Festlegung durch die Internationale Astronomische Union). Aufgrund der leicht exzentrischen Erdbahn variiert die Stärke der einfallenden Sonnenstrahlung außerhalb der Atmosphäre im Laufe eines Jahres zwischen 1325 W/m² und 1420 W/m². Die Bezeichnung Solarkonstante ist etwas irreführend, da diese – wenngleich innerhalb enger Grenzen – zyklischen Schwankungen unterliegt (etwa 0,1 Prozent sowohl im sichtbaren Bereich als auch in der Gesamtstrahlung). Diese Schwankungen sind ursächlich an die Maxima- und Minimaperioden der Sonnenflecken und damit an die unterschiedlichen Aktivitätszyklen der Sonne gekoppelt.
Auf der gesamten Zeitskala der Erdgeschichte hat die Entwicklung der Sonne als Hauptreihenstern im Hertzsprung-Russell-Diagramm primäre Bedeutung. Nach einer relativ kurzen Phase als Protostern begann sie vor 4,6 Milliarden Jahren mit der Energiefreisetzung durch den exothermen Prozess der Kernfusion, bei dem der im Sonnenkern eingelagerte Vorrat an Wasserstoff allmählich in Helium umgewandelt wird. Dieses Stadium dauert rund 11 Milliarden Jahre, wobei in diesem Zeitraum die Leuchtkraft und der Radius der Sonne konstant zunehmen werden beziehungsweise bereits deutlich zugenommen haben. Das bedeutet, dass die Sonne am Beginn ihrer Existenz (und gleichzeitig am Beginn der Erdgeschichte) nur 70 Prozent der gegenwärtigen Wärmestrahlung emittierte und dass sich diese Strahlung alle 150 Millionen Jahre durchschnittlich um 1 Prozent bis auf den heutigen Wert erhöhte.

### Die Atmosphäre
Die Erde dürfte bereits bei ihrer Entstehung eine Uratmosphäre besessen haben, deren Hauptanteile Wasserstoff und Helium waren und die darüber hinaus Spuren von Methan, Ammoniak und einigen Edelgasen enthielt. Dieses Gasgemisch existierte nur relativ kurze Zeit, da sich durch die thermischen Auswirkungen mehrerer Impaktkatastrophen und den Einfluss des Sonnenwindes sowie des solaren Magnetfelds vor allem die leichten Elemente rasch in den interplanetaren Raum verflüchtigten.
Die erste Atmosphäre der Erde entstand vor mehr als vier Milliarden Jahren und war im Wesentlichen das Resultat eines extrem starken Vulkanismus mit entsprechend intensiven Ausgasungen von Kohlenstoffdioxid, Stickstoff und Schwefeldioxid. Da auf der erhitzten Erdoberfläche Niederschläge sofort verdampften, dominierte Wasserdampf mit einem Anteil von etwa 80 Prozent die sehr dichte und heiße Lufthülle. Danach folgten Kohlenstoffdioxid und Schwefelwasserstoff mit Anteilen von etwa 10 beziehungsweise 6 Prozent.
Vermutlich gab es auf der jungen Erde bereits in einem frühen Stadium große Mengen an flüssigem Wasser, so dass sich gegen Ende des Hadaikum, vor rund 4 Milliarden Jahren, die ersten ozeanischen Becken bildeten. Zur Herkunft des irdischen Wassers gibt es mehrere Theorien, wobei neben einem rein erdgebundenen Ursprung auch vermehrt extraterrestrische Quellen wie Protoplanetare Scheiben, Kometen oder Meteoriten diskutiert werden. Mit der Entstehung und Ausbreitung des Lebens im Laufe des Eoarchaikums vor 4 bis 3,6 Milliarden Jahren nahmen Einzeller wie die Archaeen erstmals direkten Einfluss auf die Atmosphäre, indem sie mit ihren Stoffwechselprodukten den Methangehalt allmählich erhöhten. Gleichzeitig wurde Kohlenstoffdioxid der Atmosphäre entzogen und in großen Mengen im Meerwasser gelöst. Da das Kohlenstoffdioxid wesentlich zum Aufbau von Biomasse beitrug, nahm in einem mehrstufigen Prozess der pH-Wert der Meere allmählich zu, wodurch es in der Folge zur Ausfällung und umfangreichen Ablagerung von Carbonaten kam. Der reaktionsträge (inerte) Stickstoff war an diesen biochemischen Prozessen nicht beteiligt, seine Konzentration stieg daher im Laufe der Zeit ständig an, bis er vor 3,4 Milliarden Jahren, als die Entwicklung der zweiten Atmosphäre ihren Abschluss fand, zu deren Hauptbestandteil wurde.

Sauerstoffgehalt der Atmosphäre während der letzten Jahrmilliarde (vereinfachte schematische Darstellung)

Die Bildung der dritten Atmosphäre war eng mit dem Auftreten von freiem Sauerstoff verknüpft. Mit großer Wahrscheinlichkeit existierten bereits vor mehr als 3 Milliarden Jahren Cyanobakterien, die die oxygen-phototrophe Photosynthese nutzten. Der dabei freigesetzte Sauerstoff gelangte vorerst nicht in die Atmosphäre, sondern wurde bei der Oxidation verschiedener im Wasser gelöster Eisenverbindungen und Sulfide verbraucht. Erst nach Abschluss dieses lange andauernden Oxidationsvorgangs konnte der verfügbare Überschuss als freier Sauerstoff in die Atmosphäre vordringen. Dort löste er vor 2,4 Milliarden Jahren aufgrund seiner oxidativen Wirkung einen Zusammenbruch der Methankonzentration aus. Diese als Große Sauerstoffkatastrophe bezeichnete Zäsur führte zum Massenaussterben fast aller anaeroben Lebensformen und anschließend zu einem gravierenden Klimawandel. Es gilt als sehr wahrscheinlich, dass die 300 Millionen Jahre dauernde Paläoproterozoische Vereisung (auch Huronische Eiszeit genannt) die unmittelbare Folge aus Methanverknappung und Sauerstoffzunahme war.
Gegen Ende des Präkambriums, möglicherweise auch etwas später, diffundierte Sauerstoff in signifikanten Mengen bis in die Stratosphäre, und es bildete sich auf der Basis des Ozon-Sauerstoff-Zyklus eine Ozonschicht. Diese schützte fortan die Erdoberfläche vor der UV-Strahlung der Sonne und ermöglichte so die spätere Besiedlung der Kontinente durch Flora und Fauna. Kurz nach Beginn des Erdaltertums nahm der atmosphärische Sauerstoffgehalt rasch zu. Er erreichte am Beginn des Karbon vor rund 350 Millionen Jahren erstmals den heutigen Wert von 21 Prozent und stieg gegen Ende der Periode bis auf 35 Prozent. Im weiteren Verlauf der Erd- und Klimageschichte war die Atmosphäre in Abhängigkeit von biologischen und geophysikalischen Einflüssen immer wieder starken Veränderungen unterworfen. Die Sauerstoff-, Kohlenstoffdioxid- und Methan-Konzentrationen schwankten zum Teil erheblich und spielten direkt oder indirekt eine entscheidende Rolle bei einer Reihe von Klimawandel-Ereignissen.

### Treibhausgase
Obwohl es eine ganze Reihe von klimarelevanten Treibhausgasen wie Distickstoffmonoxid (Lachgas), Schwefelhexafluorid oder Carbonylsulfid gibt, sind in Bezug auf die klimatische Entwicklung in geologischen Zeiträumen nahezu ausschließlich Kohlenstoffdioxid (CO2) und Methan (CH4) von Bedeutung. Im Unterschied zu Stickstoff, Sauerstoff und allen Edelgasen sind Treibhausgase dank ihrer molekularen Struktur infrarot-strahlungsaktiv, das heißt, sie können Wärmeenergie bei Wellenlängen von 4,26 µm und 14,99 µm absorbieren und diese in Richtung Boden re-emittieren. Aufgrund dieses Treibhauseffekts erhöht sich die oberflächennahe Durchschnittstemperatur im mathematisch-physikalischen Modell um etwa 33 °C auf +15 °C. Ohne Treibhauswirkung würde die untere Atmosphäre im globalen Mittel lediglich −18 °C aufweisen und zu einer kompletten Vereisung des Planeten führen (wobei das Temperaturniveau aufgrund mehrerer Wechselwirkungen wahrscheinlich noch weiter absinken würde).
Das wichtigste und in seiner Gesamtwirkung stärkste Treibhausgas ist der Wasserdampf, dessen Anteil am natürlichen Treibhauseffekt zwischen 36 und 70 Prozent schwankt. Da der atmosphärische Wasserdampfgehalt in starkem Maße von der Lufttemperatur abhängt, nimmt seine Konzentration bei niedrigeren Durchschnittstemperaturen ab und steigt während einer Erwärmungsphase an (Wasserdampf-Rückkopplung).
Die atmosphärische Konzentration von Kohlenstoffdioxid wird üblicherweise in ppm (= Teile pro Million) angegeben, die von Methan in ppb (= Teile pro Milliarde). Bedingt durch menschliche Einflussnahme hat sich seit Beginn des Industriezeitalters der Gehalt an Kohlenstoffdioxid auf über 400 ppm erhöht (vorher 280 ppm) und der von Methan auf 1800 ppb (vorher 800 ppb). Dies sind die höchsten Konzentrationen seit mindestens 800.000 Jahren, dennoch gab es Epochen mit erheblich größeren Anteilen, wie im Paläozoikum vor rund 500 Millionen Jahren, als die CO2-Konzentration zeitweise im Bereich von 5000 bis 6000 ppm lag. Vergleiche und Rückschlüsse zur Gegenwart sind allerdings problematisch, da die damaligen Bedingungen (unter anderem die verminderte Strahlungsleistung der Sonne und das komplette Fehlen von Landpflanzen) in keiner Weise auf das Holozän übertragbar sind.
Nicht immer waren Kohlenstoffdioxid und/oder Methan die Hauptfaktoren eines Klimawandels. Manchmal fungierten sie in der Erdgeschichte als „Rückkopplungsglieder“, die begonnene Entwicklungen verstärkten, beschleunigten oder abschwächten. In diesem Zusammenhang sind neben den Erdbahnparametern auch Feedbackprozesse wie die Eis-Albedo-Rückkopplung, die Vegetationsbedeckung und die Variabilität des Wasserdampfgehaltes in der Atmosphäre zu berücksichtigen.
Vor allem das Kohlenstoffdioxid trug in Form eines „CO2-Thermostats“ wesentlich dazu bei, dass der Temperaturkorridor der Erde über Jahrmilliarden relativ konstant blieb, so dass unter diesen Bedingungen flüssiges Wasser und damit verbunden das Leben existieren konnten. Dennoch kam es immer wieder zu Grenzsituationen, wie den Schneeball-Erde-Ereignissen im Neoproterozoikum oder dem Supertreibhaus an der Perm-Trias-Grenze, die gravierende Umweltveränderungen bewirkten.

### Vulkanismus
Während Methan durch verschiedene biotische, chemische und geologische Prozesse entsteht, stammt das atmosphärische CO2 ursprünglich von den Ausgasungen vulkanischer und plattentektonischer Aktivitäten. Im Gegenzug wird Kohlenstoffdioxid durch Verwitterung und Sedimentation laufend in die Erdkruste eingelagert und auf diese Weise der Lufthülle beziehungsweise dem Ozean wieder entzogen. Somit entstehen mehrere, miteinander verknüpfte Kreisläufe unterschiedlicher Dauer, an denen Litho-, Hydro-, Bio- und Atmosphäre beteiligt sind. In der Lithosphäre, der äußeren Gesteinsschicht der Erde, sind über 99 Prozent des globalen Kohlenstoffvorrats von geschätzten 75 Millionen Gigatonnen gespeichert.
Gegenwärtig emittieren die irdischen Vulkane ein „moderates“ CO2-Volumen von 180 bis 440 Megatonnen pro Jahr. Der anthropogene CO2-Ausstoß liegt einige Größenordnungen darüber und erreichte in den letzten Jahren rund 36 Gigatonnen.
Eine kurze Phase intensiven Vulkanismus oder einzelne Ausbrüche mit der Stärke VEI-7 (wie der des Tambora im Jahr 1815) bewirken eine globale Abkühlung über mehrere Jahre, die vor allem auf der Dämpfung des Sonnenlichts durch Asche- und Aerosolpartikel beruht. Auf geologischen Zeitskalen sind Vulkane hingegen seit Beginn der Erdgeschichte ein wichtiger Faktor im langfristigen anorganischen Kohlenstoff-Kreislauf. Es gab Zeiten, wie während der Schneeball-Erde-Ereignisse im Neoproterozoikum oder im Kambrium, in denen die Kohlenstoffzyklen fast vollständig zum Stillstand kamen oder zumindest signifikant gestört waren und erst durch den permanenten vulkanischen CO2-Eintrag in die Atmosphäre wieder aktiviert wurden. Andererseits können lang andauernde Eruptionsprozesse die irdische Biosphäre erheblich destabilisieren. Nachfolgend sind einige folgenschwere klimatische und biologische Krisen der letzten 540 Millionen Jahre aufgeführt, an denen vulkanische Ereignisse maßgeblich beteiligt waren.
- Kalkarindji-Vulkanprovinz (Westaustralien), vor ca. 510 Millionen Jahren (Kambrium, Übergang 4. zur 5. Stufe). Das Kalkarindji-Ereignis, ausgelöst durch eine Serie von großflächigen Eruptionen, steht wahrscheinlich in direkter Verbindung mit dem ersten großen Massenaussterben von mehrzelligen Organismen aufgrund gravierender Klima- und Umweltveränderungen. Die damals freigesetzten Flutbasalte bedecken noch heute eine Fläche von 2 Millionen km². Durch die starke Zunahme anoxischer Zonen in den Ozeanen fiel schätzungsweise die Hälfte aller marinen Lebewesen der Katastrophe zum Opfer.[47]
- Sibirischer Trapp (West- und Nordsibirisches Tiefland, Mittelsibirisches Bergland), vor ca. 250 Millionen Jahren (Perm-Trias-Grenze). Der Sibirische Trapp erstreckte sich ursprünglich über ein Gebiet von wahrscheinlich 7 Millionen km² und war mindestens 600.000 Jahre aktiv.[48] Vieles deutet darauf hin, dass die vulkanischen Ausgasungen, die neben Kohlenstoffdioxid auch riesige Mengen an Schwefeldioxid und Stickoxiden freisetzten, maßgeblich zum größten bekannten Massenaussterben der Erdgeschichte am Übergang vom Perm zur Trias beitrugen.
- Dekkan-Trapp (Region Dekkan, westliches Indien), vor ca. 66 Millionen Jahren (Oberkreide/Maastrichtium).[49] Die ursprüngliche Ausdehnung des Trapps dürfte 1,5 Millionen km² betragen haben. Über die Dauer seiner Entstehung gibt es unterschiedliche Angaben, die von 500.000 bis zu mehreren Millionen Jahren reichen. Als primäre Ursache des Massenaussterbens an der Kreide-Paläogen-Grenze kommt der Dekkan-Trapp nach überwiegender wissenschaftlicher Meinung wohl nicht in Frage, hingegen wird vielfach angenommen, dass durch ihn das irdische Ökosystem bereits vor dem Einschlag des Chicxulub-Meteoriten in einem noch unbekannten Ausmaß beeinträchtigt wurde.

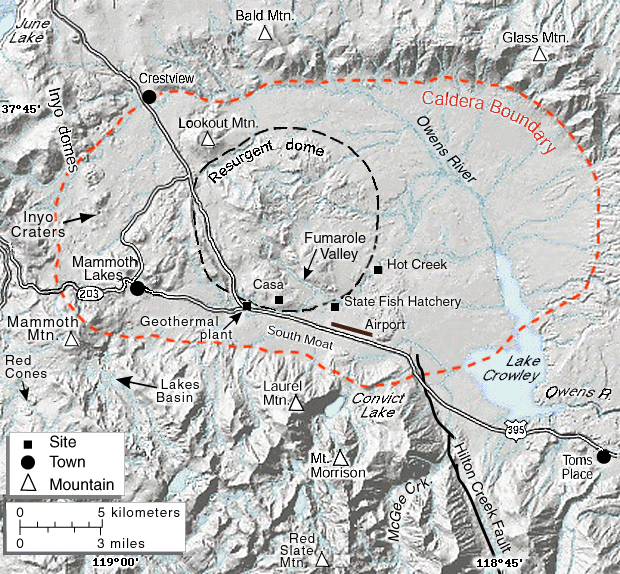
Reliefkarte der Long Valley Caldera, Kalifornien, ein vor 760.000 Jahren aktiver Supervulkan. Die rote Linie kennzeichnet den Rand der 37 km breiten Caldera. Quelle: Long Valley Observatory (LVO) des USGS

Supervulkane zählen hinsichtlich ihrer Explosivkraft und ihrer Auswurfmenge an Lava, Asche und Aerosolen zu den verheerendsten Ereignissen der jüngeren Erdgeschichte. Auf dem Vulkanexplosivitätsindex sind sie mit dem Wert VEI-8 in die höchste Kategorie eingestuft. Im Gegensatz zu den meisten anderen Vulkanen hinterlassen Supervulkane nach einem Ausbruch, bedingt durch die Größe ihrer Magmakammer, keine Vulkankegel, sondern riesige Calderen. Der letzte Ausbruch eines Supervulkans ereignete sich auf der nördlichen Hauptinsel Neuseelands vor rund 26.500 Jahren im Gebiet des heutigen Taupō. Ein weiterer Ausbruch fand mit der Toba-Explosion vor 74.000 Jahren auf Sumatra statt. Nach der kontrovers diskutierten Toba-Katastrophentheorie stand die damalige Menschheit kurz vor dem Aussterben und musste einen sogenannten „genetischen Flaschenhals“ passieren. Es gibt mehrere potenzielle Supervulkane, die bei einem erneuten Ausbruch die Kategorie VEI-8 erreichen könnten. Der bekannteste von ihnen befindet sich unter dem Yellowstone-Nationalpark im US-amerikanischen Bundesstaat Wyoming. Dieser Hot Spot ist seit mindestens 17 Millionen Jahren aktiv, wobei seine letzten Eruptionen im Durchschnitt etwa alle 650.000 Jahre erfolgten. Die Magmakammer des Yellowstone-Supervulkans besitzt ein Volumen von mindestens 15.000 km³.
Da alle Supervulkan-Ausbrüche in prähistorischer Zeit stattfanden, lassen sich die Folgen nur in Umrissen dokumentieren. Wahrscheinlich sind das Auftreten heftiger Erdbeben sowie – je nach geographischer Lage des Vulkans – die Entstehung von Tsunamis. Durch den Ausstoß von pyroklastischem Material wurde in einem Umkreis von mindestens 100 km innerhalb kürzester Zeit jedes Leben vernichtet. Die mit vulkanischer Asche bedeckte Fläche war indes wesentlich größer und dürfte Millionen Quadratkilometer umfasst haben. Ereignisse dieser Größenordnung haben das globale Klima über Jahrzehnte oder darüber hinaus verändert und durch die in der Atmosphäre verteilten Aerosole und Staubpartikel einen vulkanischen Winter ausgelöst. Sehr wahrscheinlich kam es dabei zu lokalen Massenaussterben mit einer starken Abnahme der Biodiversität.

### Lage und Anordnung der Kontinente

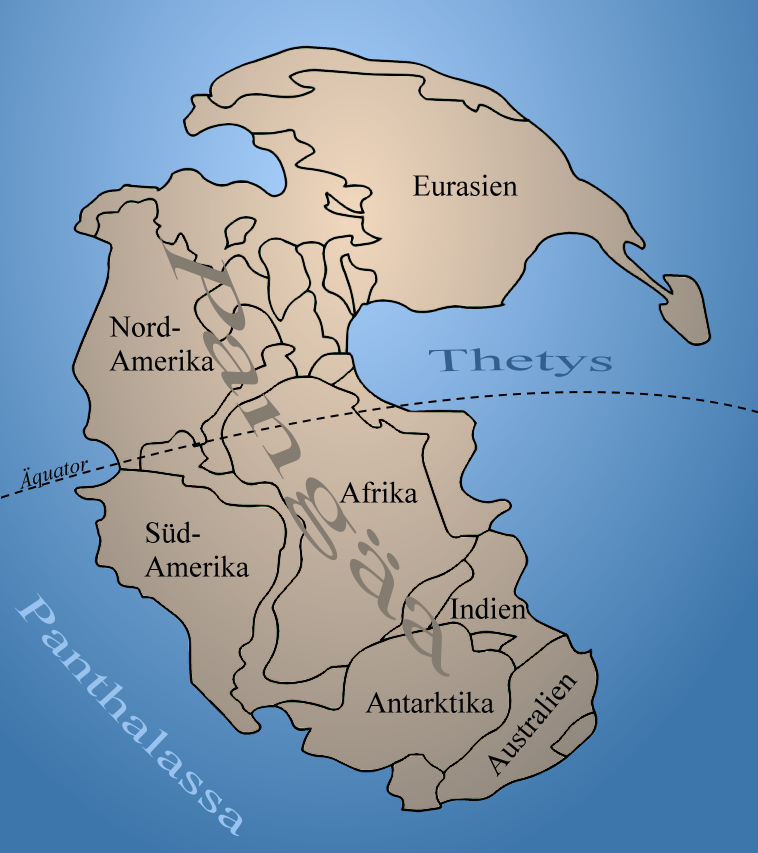
Der Superkontinent Pangaea im Unterperm vor ca. 280 Millionen Jahren

Nach geographischer Definition gibt es auf der Erde sieben Kontinente (wobei Nord- und Südamerika separat gezählt werden). Das über geologische Zeiträume erfolgte Auseinanderdriften der Kontinentalplatten und ihre weiträumig verteilte Anordnung sind das Ergebnis einer Entwicklung, die bereits vor mehr als 150 Millionen Jahren einsetzte. Während des Paläozoikums und über Teile des Mesozoikums prägten hingegen Groß- und Superkontinente das topografische Bild der Erde. Als Folge dieses Zusammenschlusses entstanden Luft- und Meeresströmungen, die erheblich von den gegenwärtigen Wettersystemen und Klimazonen abwichen.
Als Superkontinent wird eine Landmasse bezeichnet, die nahezu alle Kontinentalplatten beziehungsweise Kratone in sich vereint. Seit dem Präkambrium ist eine Reihe von Superkontinenten bekannt, von denen einige aufgrund unzureichender stratigraphischer Belege nur hypothetischen Charakter haben. Dennoch gilt es als wahrscheinlich, dass die Entstehung und der Zerfall von Superkontinenten in plattentektonische Zyklen von jeweils mehreren Hundert Millionen Jahren eingebettet sind. Der erdgeschichtlich jüngste Superkontinent Pangaea existierte vom späten Paläozoikum bis in das Mesozoikum (vor 310 bis 150 Millionen Jahren), wenngleich erste Anzeichen eines Zerfalls bereits in der späten Trias auftraten. Auf dem Höhepunkt seiner Ausdehnung erstreckte sich Pangaea von der Nordpolarregion bis in die Antarktis und besaß einschließlich aller Schelfmeere eine Fläche von 138 Millionen km², wovon 73 Millionen km² auf die südliche Hemisphäre mit dem ehemaligen Großkontinent Gondwana entfielen.
Kennzeichnend für Groß- und Superkontinente sind ein ausgeprägtes Kontinentalklima mit einer Jahres-Temperaturamplitude von bis zu 50 °C, großflächige Trocken- und Wüstengebiete im Landesinneren sowie eine gering ausgeprägte Artenvielfalt im Faunenbereich. Im Fall von Pangaea entstand zudem parallel zum Äquator zwischen 30° nördlicher und 30° südlicher Breite ein saisonal auftretender, sehr starker Monsun-Einfluss („Mega-Monsun“), von dessen Niederschlägen vor allem die küstennahen Regionen profitierten.
Darüber hinaus lässt sich eine Grundbedingung für das Entstehen einer weiträumigen Vereisung – nämlich die Bedeckung von mindestens einer Polarregion durch große Landflächen – anhand der geographischen Position von Gondwana beziehungsweise Pangaea eindeutig belegenː Einige Regionen dieser Kontinente lagen über einen Zeitraum von mindestens 80 Millionen Jahren in der Antarktis oder in deren unmittelbarer Nähe, im Mississippium vor 359 bis 318 Millionen Jahren das heutige südliche Afrika sowie große Bereiche Südamerikas. In der zweiten Vereisungsphase (im Pennsylvanium vor 318 bis 299 Millionen Jahren) verlagerten sich die Kernzonen der Eisschilde im Zuge der allmählichen Drehbewegung von Pangaea auf die Kratone von Indien und Australien, ehe während des Dwyka-Glazials (bis vor 280 Millionen Jahren) das südliche Afrika (Namibia) erneut zum Zentrum einer Vereisung wurde. Die Permokarbone Eiszeit war das zweitlängste Eiszeitalter der Erdgeschichte. Es umfasste einen großen Teil des Karbon und endete im Verlauf des Perm vor etwa 265 bis 260 Millionen Jahren.
Eine Kollision von Kontinentalschilden bewirkte stets eine Auffaltung der Krustengesteine und die Entstehung von Gebirgsketten (Kollisionsgebirge). Regelmäßig kam es dabei an den Plattengrenzen zu einem lang anhaltenden Vulkanismus mit entsprechendem Einfluss auf das globale Klima. Sobald sich die Verhältnisse stabilisierten und der Vulkanismus abflaute, wurden Verwitterungs- und Abtragungsprozesse zum dominierenden Klimafaktorː Sie entzogen der Atmosphäre große Mengen an Kohlenstoffdioxid und trugen auf diese Weise zu einer weltweiten Abkühlung bei. Verstärkt wurde dieser Vorgang durch den Umstand, dass erosionshemmende Graslandschaften eine relativ späte Entwicklung sind und erst im Känozoikum weltweit in Erscheinung traten. Nach einer mehr oder minder langen Phase tektonischer Ruhe brachen die Kontinentalschilde unter heftigen vulkanischen Eruptionen an ihren „Nahtstellen“ wieder auseinander, wodurch sich neue Klimazonen und ozeanische Strömungen etablieren konnten.
Ein Beispiel hierfür bietet die heute etwa 480 Seemeilen breite Drakestraße, die den Atlantik mit dem Pazifischen Ozean verbindet. Bis vor 40 Millionen Jahren existierte zwischen Antarktika und Südamerika eine Landbrücke, ehe sich die Drakestraße unter ständiger Vertiefung allmählich zu öffnen begann. Dadurch entstand im Südpolarmeer die stärkste Meeresströmung der Erde, der Antarktische Zirkumpolarstrom, der Antarktika von nun an im Uhrzeigersinn umkreiste, den Kontinent von der Zufuhr wärmeren Meerwassers abschnitt und die Grundlage für die Bildung des Antarktischen Eisschildes schuf. Somit war Antarktika nicht nur geographisch, sondern auch thermisch isoliert. Die erste signifikante Vereisung im Oligozän vor mehr als 30 Millionen Jahren war gleichbedeutend mit dem Beginn des Känozoischen Eiszeitalters, und im Laufe des Pliozäns erreichte die Eisbedeckung erstmals die heutige Ausdehnung von etwa 14 Millionen km².

### Erdbahnparameter

Präzessionsbewegung der Erdachse

Die Annahme, dass langfristige Schwankungen des globalen Klimas auf zyklischen Veränderungen der Erdachse und der Erdumlaufbahn beruhen könnten, wurde verschiedentlich bereits in der 2. Hälfte des 19. Jahrhunderts diskutiert. Eine vertiefende Darstellung auf der Grundlage komplexer Berechnungen gelang dem Geophysiker und Mathematiker Milutin Milanković (1879–1958). Seine Arbeit lieferte erstmals ein Erklärungsmodell für gravierende Klimawandel-Ereignisse, wie sie zuletzt während der Quartären Eiszeit auftraten und offenbar in engem Zusammenhang mit der Variabilität der Erdbahnparameter stehen. Das in jahrelanger Arbeit erstellte Erklärungsmodell von Milanković, dessen Zusammenfassung 1941 veröffentlicht wurde, berücksichtigt die periodisch erfolgenden Schwankungen der elliptischen Erdbahn (Exzentrizität), die Neigung der Erdachse sowie das Kreiseln des Erdkörpers um seine Rotationsachse (Präzession). Die Präzession wird im Wesentlichen durch gravitative Wechselwirkungen zwischen Sonne, Erde und Mond verursacht, an der unterschiedlich ausgeprägten Exzentrizität der Erdbahn sind darüber hinaus die Planeten Jupiter, Saturn und Venus beteiligt. Die nach Milanković benannten Zyklen haben eines gemeinsamː Jede ihrer Veränderungen beeinflusst automatisch die Verteilung und zum Teil die Intensität der Sonneneinstrahlung auf der Erde. Da nach gegenwärtiger Erkenntnislage (Stand 2021) die Milanković-Zyklen jedoch zu schwach sind, um als primärer Antrieb für die gesamte Klimageschichte in Frage zu kommen, scheinen sie im Klimasystem in erster Linie als „Impulsgeber“ zu fungieren. Bei der Modellierung von Klimaverläufen müssen daher zusätzliche Faktoren und Rückkopplungseffekte herangezogen werden.
In der nachfolgenden Tabelle sind die wichtigsten Eckdaten der Milanković-Zyklen zusammengefasst.

Maximaler und minimaler Neigungsbereich der Erdachse

| Erdbahnparameter                         | Zyklusdauer                      | Schwankungsbreite                                           | Gegenwärtiger Status                                                                                 |
| ---------------------------------------- | -------------------------------- | ----------------------------------------------------------- | --- |
| Präzession der Erdrotationsachse         | ca. 025.800 Jahre                | 360° (Vollkreis) innerhalb eines kompletten Zyklus          | Entwicklung zur prägnanteren Ausbildung der Jahreszeiten auf der Nordhemisphäre mit längeren Wintern |
| Neigungswinkel der Erdachse zur Ekliptik | ca. 041.000 Jahre                | zwischen 22,1° und 24,5°                                    | 23,43° (mit Tendenz zum Minimum)                                                                     |
| Exzentrizität der Erdumlaufbahn          | ca. 100.000 bzw. 405.000 Jahre1) | von 0,0006 (fast kreisförmig) bis 0,058 (leicht elliptisch) | 0,016 (mit Tendenz zur kreisförmigen Umlaufbahn)                                                     |

Die Milanković-Zyklen sind als signifikanter Klimafaktor über mehrere hundert Millionen Jahre nachweisbar, selbst in den vorwiegend tropisch geprägten Klimata der Kreidezeit. Vor allem der die Exzentrizität steuernde 405.000-Jahres-Zyklus bildete über weite Teile des Phanerozoikums einen stabilen kosmischen „Taktgeber“ und kann bis in die Obertrias vor etwa 215 Millionen Jahren zurückverfolgt und chronologisch eingeordnet werden. Nach 2019 veröffentlichten Erkenntnissen könnten die periodischen Veränderungen der Exzentrizität auch den Kohlenstoffkreislauf innerhalb der verschiedenen Erdsphären beeinflussen. Eine dauerhafte Wirkung entfalteten die Zyklen speziell während verschiedener Kaltzeiten, wobei ihr Einfluss auf den Verlauf der Quartären Eiszeit aufgrund deren zeitlicher Nähe gut modelliert werden kann. Dies führte in der Wissenschaft zu der Überlegung, ob ein hoher atmosphärischer Anteil an Kohlenstoffdioxid, wie ihn die Erdgeschichte fast durchgehend verzeichnete, das Veränderungspotenzial der Erdbahnparameter ab einem bestimmten Schwellenwert abpuffern und entsprechend dämpfen könnte.
Jahrzehntelang nahm die Fachwelt von den als spekulativ beurteilten Milankovic-Zyklen kaum Notiz. Seit den 1980er Jahren ist die Theorie jedoch in modifizierter und erweiterter Form (unter Einbeziehung der von Milutin Milanković nicht berücksichtigten Erdbahnebene) zum festen Bestandteil von Paläoklimatologie und Quartärforschung geworden und wird zur Rekonstruktion der Eiszeitzyklen auf breiter Basis angewendet.

### Hypothetische extraterrestrische Einflüsse

#### Supernovae und Gammablitze

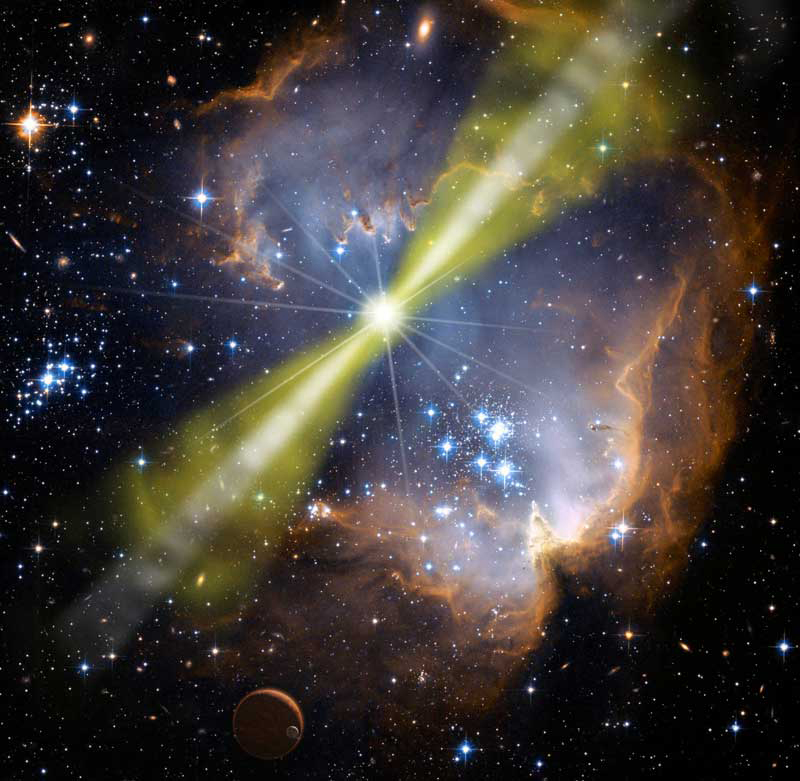
Künstlerische Darstellung einer Gammablitz-Quelle, deren Energie in zwei diametral angeordneten Jets gebündelt ist.

Schon 1954 vermutete der deutsche Paläontologe Otto Heinrich Schindewolf, dass möglicherweise kosmische Katastrophen für rasche Klima- und Faunenwechsel in der Erdgeschichte verantwortlich sein könnten, weshalb einschneidende Umweltveränderungen unter dem Aspekt einer Strahlenbelastung durch Supernovae-Ausbrüche geprüft werden sollten. Wahrscheinlich hätte die hochenergetische Strahlung einer erdnahen Supernova erhebliche Folgen für die irdische Atmosphäre, wie zum Beispiel durch die Umwandlung von Stickstoff in Stickoxide und einer daraus resultierenden Zerstörung der Ozonschicht. Vor allem das ordovizische Massenaussterben (spätes Ordovizium vor 440 Millionen Jahren) wird gelegentlich mit einer außerirdischen Ursache in Verbindung gebracht. Als Indiz für ein derartiges Ereignis gilt eine Supernova-Signatur in Form des Eisen-Isotops 60Fe. Dieses Isotop, das unter irdischen Bedingungen nicht entstehen kann und das eine Halbwertszeit von 2,62 Millionen Jahren besitzt (nach neuer Festlegung aus dem Jahr 2009), wurde in ozeanischen Sedimenten des frühen Quartärs (Gelasium-Stufe) vor 2,2 Millionen Jahren sowie im Unteren Pleistozän (Calabrium) vor 1,5 Millionen Jahren nachgewiesen. Astrophysikalischen Analysen zufolge stammen die 60Fe-Anomalien von Supernovae-Ausbrüchen in etwa 300 Lichtjahren Entfernung. Ob und wie weit die irdische Fauna damals durch harte Strahlung in Mitleidenschaft gezogen wurde, ist noch nicht hinreichend geklärt.
Seit dem ersten sicheren Beleg eines Gammablitzes (gamma-ray burst, abgekürzt GRB) im Jahr 1973 werden Gammablitz-Szenarien als Auslöser früherer Umweltkrisen diskutiert. Herkunft und Entstehung der meisten Gammablitze sind noch nicht restlos geklärt. Sie dauern häufig nur wenige Sekunden, setzen aber in diesem Zeitraum mehr Energie frei als die Sonne während ihrer gesamten bisherigen Existenz. Daher besteht zumindest theoretisch die Möglichkeit, dass selbst weiter entfernte Gammablitz-Quellen das Potenzial besitzen, die irdische Biosphäre nachhaltig zu schädigen.

#### Kosmische Strahlung
Unter Kosmischer Strahlung (oder Kosmischer Höhenstrahlung) versteht man den im Normalfall relativ gleichmäßigen Partikelstrom aus verschiedenen Regionen des Universums, der mit den Gasmolekülen der äußeren Erdatmosphäre kollidiert, woraus ein Schauer sekundärer Teilchen entsteht. In neuerer Zeit wurde verschiedentlich versucht, einen Einfluss der kosmischen Strahlung auf das Klima in erdgeschichtlichen Zeiträumen nachzuweisen. Obwohl ein derartiger Zusammenhang nicht grundsätzlich ausgeschlossen werden kann, fand die Idee in der Fachwelt aufgrund des Fehlens einer belastbaren Datenbasis keine Akzeptanz. Somit bleibt die angenommene langfristige Wirkung der Kosmischen Strahlung auf das irdische Klima vorerst eine nur schwach abgesicherte Hypothese. Im CLOUD-Experiment am Kernforschungszentrum CERN wird seit 2009 der Einfluss von Ionen auf die Keimbildung von Aerosolen unter dem Aspekt klimatischer Relevanz untersucht.

### Weitere klimawirksame Faktoren
Zusätzlich zu den oben beschriebenen Punkten gibt es eine Reihe weiterer Mechanismen, die in Abhängigkeit von den jeweils herrschenden Klimabedingungen zu unterschiedlichen Zeiten unterschiedlich stark ausgeprägt waren. Manche dieser Mechanismen sind in einen langfristigen Zyklus eingebunden, wie zum Beispiel die verschiedenen Formen der Verwitterungsprozesse, die während der gesamten Erdgeschichte ein wichtiger Einflussfaktor waren. Andere Faktoren kamen hingegen im Laufe von mehreren Hundert Millionen Jahren nur selten zur Geltung, konnten jedoch innerhalb geologisch kurzer Zeiträume die irdische Biosphäre nachhaltig umgestalten. Viele Klimakomponenten erfüllen die Funktion von „Stellschrauben“ in einem komplexen System, das auf jede Teilveränderung mit einer Veränderung der Gesamtstruktur reagiert. Deshalb sind klimatische Ereignisse auf monokausaler Basis praktisch ausgeschlossen, da selbst ein primär durch Treibhausgase verursachter weltweiter Temperaturanstieg (wie derzeit bei der globalen Erwärmung) mit einer Vielzahl von Wechselwirkungen verknüpft ist. Von den unten aufgeführten Faktoren kommt dem Effekt der schwächer werdenden Eis-Albedo-Rückkopplung gegenwärtig eine besondere Bedeutung zu, vor allem im Hinblick auf die Polare Verstärkung.

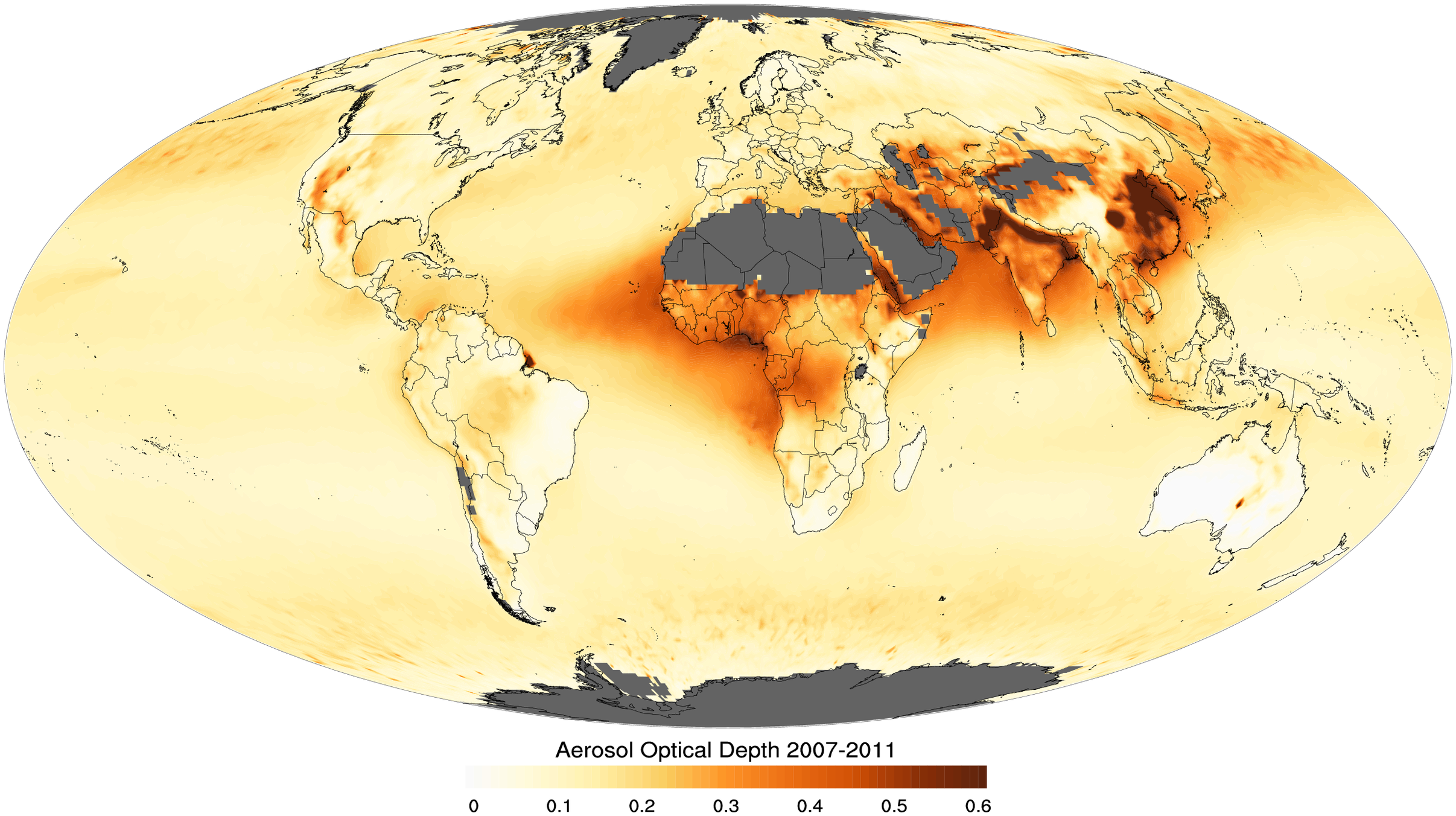
Durchschnittliche Aerosol-optische Dicke 2005–2010, gemessen bei 550 nm mit MODIS des Satelliten Terra.

- Aerosole sind mit einem Trägergas verbundene flüssige oder feste Schwebeteilchen (Mineralstaub, Vulkan-Asche, natürliche und industrielle Verbrennungsprodukte). In Form von hygroskopischen Partikeln können Aerosole als Kondensationskerne die Wolkenbildung mit beeinflussen. Darüber hinaus tragen sie je nach Konzentration, chemischer Beschaffenheit und atmosphärischer Verteilung kurzfristig zu einer Abkühlung oder seltener zu einer Erwärmung des Klimas bei (Aerosol-Rückkopplung).
- Albedo ist das Maß des Rückstrahlvermögens nicht selbst leuchtender Oberflächen. Im Erdsystem ist die Albedo ein wichtiger Faktor in der Strahlungsbilanz. Zum Beispiel besitzen Eis- und Schneeflächen eine Albedo im Bereich von 0,85 (was einer Rückstrahlung von 85 Prozent entspricht), während freie Meeresoberflächen eine Albedo von ungefähr 0,2 aufweisen und demzufolge mehr Wärmeenergie aufnehmen als sie reflektieren. Die gesamte Albedo der Erde hängt wesentlich von der Ausdehnung der Ozeane, Eisschilde, Wüsten und Vegetationszonen ab und kann sich somit mittel- oder langfristig zusammen mit der Strahlungsbilanz verändern.
- Zu den biotischen Klimafaktoren gehört die massenhafte Verbreitung oder die weitgehende Reduzierung von Organismen, die durch Fixierung beziehungsweise Produktion von Treibhausgasen klimawirksame Effekte hervorrufen. In der Erdgeschichte waren dies zum Beispiel Korallen, verschiedene Methanbildner, das Phytoplankton, Foraminiferen oder Pflanzen wie der Schwimmfarn Azolla.
- Die Carbonat- und Silikatverwitterung ist ein bedeutender, über längere Zeiträume wirkender Klimafaktor, der in Abhängigkeit von den jeweiligen Umweltbedingungen wie Warm- oder Kaltzeiten unterschiedlich stark zur Geltung kommt. Durch chemische Verwitterungsprozesse wird der Atmosphäre permanent Kohlenstoffdioxid entzogen und in der Lithosphäre gebunden (lithogener Kohlenstoffkreislauf). Ein Teil des eingelagerten CO2 wird im Laufe von Hunderttausenden oder Millionen Jahren im Zuge des Carbonat-Silicat-Zyklus durch die Ausgasungen kontinentaler oder ozeanischer Vulkane der Atmosphäre wieder zugeführt.
- Die Eis-Albedo-Rückkopplung bezeichnet einen positiven Rückkopplungseffekt im Klimasystem, durch den während einer atmosphärischen Abkühlung die Schnee- und Eisbedeckung (vor allem der Polargebiete) weiter zunimmt. Die Eis-Albedo-Rückkopplung ist besonders beim Übergang von einer Warm- zu einer Kaltzeit von Bedeutung, da sie Vereisungs- und Abkühlungsprozesse beschleunigt und verstärkt.
- Impaktereignisse größeren Ausmaßes können nicht nur die Biosphäre in erheblichem Umfang destabilisieren und Massenaussterben wie jenes an der Kreide-Paläogen-Grenze verursachen, sondern auch das Klima über längere Zeiträume beeinflussen (abrupt einsetzender Impaktwinter mit anschließender starker Erwärmungsphase über mehrere zehntausend Jahre, unter Umständen auch länger). Auf der Erde wurden bisher etwa 180 Impaktstrukturen mit einer Größe von mehr als 5 bis 10 km nachgewiesen, davon nur etwa zwei Dutzend in ozeanischen Sedimenten. Somit besteht Grund zu der Annahme, dass relativ viele Impaktereignisse noch unbekannt sind und sich, wenn überhaupt, nur durch ein plötzliches Massenaussterben oder einen abrupten Klimawandel indirekt belegen lassen. Wahrscheinlich befinden sich darunter auch mehrere sehr große Einschläge, die erhebliche globale Auswirkungen hatten.[72]
- Meeresspiegelschwankungen (Eustasie) beruhen auf zwei Hauptursachen, die sich im Laufe der Erdgeschichte häufig überlagert habenː 1. Änderungen des Meerwasservolumens durch die Bindung des Wassers in kontinentalen Eisschilden oder durch deren Abschmelzen (Glazialeustasie); 2. Änderungen des Ozeanbeckenvolumens infolge tektonischer Verschiebungen, beispielsweise durch Bildung neuer ozeanischer Kruste. Aufgrund dieser Prozesse sind mit entsprechenden Klimafolgen signifikante Hebungen oder Senkungen des Meeresspiegels im Bereich von 100 bis 200 Metern möglich.
- Die Plattentektonik bildet gewissermaßen den Motor für klimatische Veränderungen in geologischen Zeiträumen. Ihr Einfluss auf das Erdklima beschränkt sich dabei nicht nur auf die Entstehung vulkanischer Zonen, auch Faktoren wie Gebirgsbildungen, Lage und Größe der Kontinente und damit verbundene Wettersysteme beziehungsweise ozeanische Strömungen stehen mit der Plattentektonik in direktem Zusammenhang.

## Bedeutende paläoklimatische Ereignisse
Die Erde bildete sich vor 4,57 Milliarden Jahren aus mehreren miteinander kollidierenden Protoplaneten unterschiedlicher Größe. Ihre heutige Masse soll sie der Kollisionstheorie zufolge durch einen Zusammenprall mit einem marsgroßen Himmelskörper namens Theia vor 4,52 Milliarden Jahren erhalten haben. Das Aufeinandertreffen Theias mit der Protoerde geschah laut Computerberechnungen mit der nach kosmischen Maßstäben geringen Geschwindigkeit von 4 km/s und war keine Frontalkollision (die beide Planeten zerstört hätte), sondern ein hartes Aneinanderschrammen. Dadurch wurden Teile des Erdmantels und zahlreiche Trümmerstücke von Theia in den Orbit geschleudert, aus denen sich innerhalb von 10.000 Jahren der zu Beginn glutflüssige Mond formte. Dessen Abstand zur Erde betrug anfangs lediglich 60.000 km (nach anderen Simulationen noch weniger und daher nur knapp über der Roche-Grenze). Die lunare Gravitationswirkung übertraf den heutigen Wert mindestens um das 125-fache und übte einen stark formenden Einfluss auf den noch ungefestigten Erdmantel aus. Dieser Effekt wurde dadurch verstärkt, dass die Dauer einer Erdrotation und somit die Tageslänge während des Hadaikums im Bereich von zehn bis zwölf Stunden lag. Als vor vier Milliarden Jahren die ersten Ozeane und vermutlich auch erste „Festlandsinseln“ entstanden, erzeugte der Gezeitenwechsel extreme Flutwellen, die unablässig über die Erde rollten.
Ungefähr zur selben Zeit begann eine Serie von Impakt-Ereignissen, ausgelöst durch zahlreiche Planetesimale (Vorstufen von Protoplaneten). Dieses Große Bombardement (englisch Late Heavy Bombardment) geschah vor 4,1 bis 3,8 Milliarden Jahren und wurde nach der Analyse von Mondgestein postuliert, das während der Apollo-Missionen gesammelt wurde. Eine auf der Anzahl der bekannten Mondkrater basierende Berechnung ergab, dass über 20.000 Planetesimale mit einer Größe zwischen 1 km und 50 km innerhalb dieses Zeitraums auf die Erde gestürzt sein könnten. Allerdings wird in jüngeren Studien sowohl die Intensität als auch das relativ knapp bemessene Zeitfenster des Großen Bombardements zunehmend in Zweifel gezogen.
Über die klimatischen Bedingungen der frühesten Erdgeschichte sind mangels verwertbarer Daten keine gesicherten Aussagen möglich. Erst ab der Zeit vor 3,8 Milliarden Jahren existieren fossile Spuren und geologische Proxys, aus denen sich überwiegend hypothetische Rückschlüsse auf das Klimasystem ableiten lassen. Auf Basis dieser fragmentarischen Hinweise wird angenommen, dass mit Ausnahme der vermutlich lokalen Pongola-Vereisung vor 2,9 Milliarden Jahren im gesamten Archaikum, bedingt durch hohe Treibhausgas-Konzentrationen, ein relativ warmes Klima herrschte. Diese Phase endete im frühen Proterozoikum mit dem Übergang in eine lange währende Eiszeit.

### Paläoproterozoische Vereisung
|                                           | Äonothem                                 | Ärathem                                             | System        | Alter (mya) |
| ----------------------------------------- | ---------------------------------------- | --------------------------------------------------- | ------------- | ----------- |
|                                           | P h a n e r o z o i k u m Dauer: 541 Ma  | Känozoikum Erdneuzeit Dauer: 66 Ma                  | Quartär       | 0 ⬍ 2,588   |
| Neogen                                    | P h a n e r o z o i k u m Dauer: 541 Ma  | Känozoikum Erdneuzeit Dauer: 66 Ma                  | 2,588 ⬍ 23,03 |             |
| Paläogen                                  | P h a n e r o z o i k u m Dauer: 541 Ma  | Känozoikum Erdneuzeit Dauer: 66 Ma                  | 23,03 ⬍ 66    |             |
| Mesozoikum Erdmittelalter Dauer: 186,2 Ma | P h a n e r o z o i k u m Dauer: 541 Ma  | Kreide                                              | 66 ⬍ 145      |             |
| Mesozoikum Erdmittelalter Dauer: 186,2 Ma | P h a n e r o z o i k u m Dauer: 541 Ma  | Jura                                                | 145 ⬍ 201,3   |             |
| Mesozoikum Erdmittelalter Dauer: 186,2 Ma | P h a n e r o z o i k u m Dauer: 541 Ma  | Trias                                               | 201,3 ⬍ 251,9 |             |
| Paläozoikum Erdaltertum Dauer: 288,8 Ma   | P h a n e r o z o i k u m Dauer: 541 Ma  | Perm                                                | 251,9 ⬍ 298,9 |             |
| Paläozoikum Erdaltertum Dauer: 288,8 Ma   | P h a n e r o z o i k u m Dauer: 541 Ma  | Karbon                                              | 298,9 ⬍ 358,9 |             |
| Paläozoikum Erdaltertum Dauer: 288,8 Ma   | P h a n e r o z o i k u m Dauer: 541 Ma  | Devon                                               | 358,9 ⬍ 419,2 |             |
| Paläozoikum Erdaltertum Dauer: 288,8 Ma   | P h a n e r o z o i k u m Dauer: 541 Ma  | Silur                                               | 419,2 ⬍ 443,4 |             |
| Paläozoikum Erdaltertum Dauer: 288,8 Ma   | P h a n e r o z o i k u m Dauer: 541 Ma  | Ordovizium                                          | 443,4 ⬍ 485,4 |             |
| Paläozoikum Erdaltertum Dauer: 288,8 Ma   | P h a n e r o z o i k u m Dauer: 541 Ma  | Kambrium                                            | 485,4 ⬍ 541   |             |
| P r ä k a m b r i u m Dauer: 4059 Ma      | P r o t e r o z o i k u m Dauer: 1959 Ma | Neoproterozoikum Jungproterozoikum Dauer: 459 Ma    | Ediacarium    | 541 ⬍ 635   |
| P r ä k a m b r i u m Dauer: 4059 Ma      | P r o t e r o z o i k u m Dauer: 1959 Ma | Neoproterozoikum Jungproterozoikum Dauer: 459 Ma    | Cryogenium    | 635 ⬍ 720   |
| P r ä k a m b r i u m Dauer: 4059 Ma      | P r o t e r o z o i k u m Dauer: 1959 Ma | Neoproterozoikum Jungproterozoikum Dauer: 459 Ma    | Tonium        | 720 ⬍ 1000  |
| P r ä k a m b r i u m Dauer: 4059 Ma      | P r o t e r o z o i k u m Dauer: 1959 Ma | Mesoproterozoikum Mittelproterozoikum Dauer: 600 Ma | Stenium       | 1000 ⬍ 1200 |
| P r ä k a m b r i u m Dauer: 4059 Ma      | P r o t e r o z o i k u m Dauer: 1959 Ma | Mesoproterozoikum Mittelproterozoikum Dauer: 600 Ma | Ectasium      | 1200 ⬍ 1400 |
| P r ä k a m b r i u m Dauer: 4059 Ma      | P r o t e r o z o i k u m Dauer: 1959 Ma | Mesoproterozoikum Mittelproterozoikum Dauer: 600 Ma | Calymmium     | 1400 ⬍ 1600 |
| P r ä k a m b r i u m Dauer: 4059 Ma      | P r o t e r o z o i k u m Dauer: 1959 Ma | Paläoproterozoikum Altproterozoikum Dauer: 900 Ma   | Statherium    | 1600 ⬍ 1800 |
| P r ä k a m b r i u m Dauer: 4059 Ma      | P r o t e r o z o i k u m Dauer: 1959 Ma | Paläoproterozoikum Altproterozoikum Dauer: 900 Ma   | Orosirium     | 1800 ⬍ 2050 |
| P r ä k a m b r i u m Dauer: 4059 Ma      | P r o t e r o z o i k u m Dauer: 1959 Ma | Paläoproterozoikum Altproterozoikum Dauer: 900 Ma   | Rhyacium      | 2050 ⬍ 2300 |
| P r ä k a m b r i u m Dauer: 4059 Ma      | P r o t e r o z o i k u m Dauer: 1959 Ma | Paläoproterozoikum Altproterozoikum Dauer: 900 Ma   | Siderium      | 2300 ⬍ 2500 |
| P r ä k a m b r i u m Dauer: 4059 Ma      | A r c h a i k u m Dauer: 1500 Ma         | Neoarchaikum Dauer: 300 Ma                          |               | 2500 ⬍ 2800 |
| P r ä k a m b r i u m Dauer: 4059 Ma      | A r c h a i k u m Dauer: 1500 Ma         | Mesoarchaikum Dauer: 400 Ma                         |               | 2800 ⬍ 3200 |
| P r ä k a m b r i u m Dauer: 4059 Ma      | A r c h a i k u m Dauer: 1500 Ma         | Paläoarchaikum Dauer: 400 Ma                        |               | 3200 ⬍ 3600 |
| P r ä k a m b r i u m Dauer: 4059 Ma      | A r c h a i k u m Dauer: 1500 Ma         | Eoarchaikum Dauer: 400 Ma                           |               | 3600 ⬍ 4000 |
| P r ä k a m b r i u m Dauer: 4059 Ma      | H a d a i k u m Dauer: 600 Ma            |                                                     |               | 4000 ⬍ 4600 |

Die Paläoproterozoische Vereisung oder Huronische Eiszeit (nach dem Huronsee an der Grenze zwischen den USA und Kanada) begann vor 2,4 Milliarden Jahren und war mit einer Dauer von etwa 300 Millionen Jahren das längste Eiszeitalter der Erdgeschichte. Geologische Klimazeugen aus dieser Epoche sind unter anderem in Nordamerika, Skandinavien, Indien sowie im südlichen Afrika zu finden und deuten auf einen globalen Kälteeinbruch hin. Etliche Studien nehmen zusätzlich mindestens ein Schneeball-Erde-Ereignis an, das zu einer vollständigen Eisbedeckung der Erde einschließlich der äquatorialen Zone und der Ozeane führte.
Die Klimamechanismen der Paläoproterozoischen Vereisung sind nur lückenhaft dokumentiert, da über Art und Umfang der damaligen plattentektonischen Prozesse wie Gebirgsbildungen beziehungsweise über das Größenverhältnis zwischen ozeanischer und kontinentaler Erdkruste keine gesicherten Erkenntnisse vorliegen. Ebenfalls auf Grund des großen Zeitabstands kaum nachweisbar ist der für spätere Eiszeitalter typische Wechsel verschiedener Kalt- und Warmzeiten. Allgemeine Akzeptanz findet hingegen die Hypothese, dass das Eiszeitklima des frühen Paläoproterozoikums eng mit der Großen Sauerstoffkatastrophe (englisch Great Oxigenation Event) vor 2,4 Milliarden Jahren verknüpft sein könnte.
Am Beginn des Paläoproterozoikums wies die irdische Atmosphäre eine relativ hohe Methankonzentration, aber nur geringe Spuren an freiem Sauerstoff auf. Zwar produzierten Cyanobakterien schon vor mehr als 3 Milliarden Jahren mittels der oxygenen Photosynthese als „Abfallprodukt“ ihres Stoffwechsels große Mengen an O2, doch wurde der Sauerstoff bei der Oxidation von organischen Verbindungen, Schwefelwasserstoff und zweiwertigen Eisen-Ionen Fe2+ in dreiwertige Eisen-Ionen Fe3+ vollständig verbraucht. Dieser Prozess war unmittelbar mit der Entstehung von Bändereisenerz verknüpft (englisch Banded Iron Formation), ein eisenhaltiges Sedimentgestein, das hauptsächlich im Präkambrium abgelagert wurde und das sich unter den heutigen Bedingungen nicht mehr bilden könnte.
Nach Abschluss dieser intensiven Oxidationsphase trat ein Überschuss an freiem Sauerstoff ein, der sich sowohl in der Atmosphäre als auch im Ozean anzureichern begann. Letzteres führte zum Massenaussterben obligat anaerober Organismen in den bisher sauerstofffreien Biotopen, die der toxischen Wirkung des Sauerstoffs fast vollzählig zum Opfer fielen. Dieses Ereignis zählt zu den größten Krisen in der Geschichte der Lebens, gleichwohl eröffnete es der Evolution neue Wege im Hinblick auf eine effizientere Nutzung des Energiestoffwechsels bei vielen Lebensformen.
In der Atmosphäre oxidierte der Sauerstoff mithilfe der UV-Strahlung den größten Teil des Methanvorkommens zu Kohlenstoffdioxid und Wasser. Da Methan über ein erheblich größeres Treibhauspotenzial als CO2 verfügt, kam es in der Folge zu einem abrupten Klimawandel, und die Temperaturen sanken für 300 Millionen Jahre auf ein eiszeitliches Niveau. Der atmosphärische Sauerstoffanteil war bis in das Neoproterozoikum hinein nur unwesentlichen Schwankungen unterworfen und pendelte zumeist zwischen 2 und 3 Prozent. Erst mit Beginn des Kambriums vor rund 540 Millionen Jahren trat allmählich eine signifikante Erhöhung ein.

### Die Schneeball-Erde-Hypothese
Die ausgeprägten Eiszeitzyklen im späten Proterozoikum hinterließen eine Vielzahl deutlicher Spuren auf fast allen Kontinenten. Eine präzise zeitliche Einordnung dieser Kaltphasen war bis vor Kurzem mit großen Unsicherheiten behaftet und konnte erst in jüngster Zeit genauer bestimmt werden. Allgemein anerkannt sind die vier folgenden neoproterozoischen Glazial-Ereignisse:
- Kaigas-Eiszeit, vor etwa 740 Millionen Jahren (wahrscheinlich nur regional)
- Sturtische Eiszeit, vor etwa 717 bis 660 Millionen Jahren (globale Vereisung, möglicherweise in mehreren Phasen)
- Marinoische Eiszeit, vor etwa 640 bis 635 Millionen Jahren (globale Vereisung)
- Gaskiers-Eiszeit, vor etwa 580 Millionen Jahren (wahrscheinlich nur regional, Dauer kürzer als 1 Million Jahre)

Einige Indizien sprechen dafür, dass sich während der Sturtischen und der Marinoischen Eiszeit eine Serie von Schneeball-Erde-Events ereignete, mit einer völligen Vereisung aller Landmassen und Ozeane über eine Dauer von jeweils mehreren Millionen Jahren. Eine wesentliche Stütze dieser relativ jungen Hypothese, die seit den 1990er Jahren umfassend geprüft wird, sind mächtige glazigene Ablagerungen, die an vielen Orten der Erde zu finden sind und die sich paläomagnetischen Untersuchungen zufolge zum Teil in unmittelbarer Äquatornähe gebildet haben. Als mögliche Ursache der wiederkehrenden Vereisungsvorgänge wird eine zyklische Klimakonstellation unter Einbeziehung von Plattentektonik, Verwitterung, Abtragung und Kohlenstoffdioxid-Bindung angenommen, die sich solange wiederholte, bis eine oder mehrere ihrer Komponenten (beispielsweise durch Kontinentalverschiebungen) aus dem Kreislauf ausscherten. Zusätzlich könnte eine selbstverstärkende Eis-Albedo-Rückkopplung die weltweite Abkühlung auf bis zu −50 °C gefördert und erheblich beschleunigt haben. Der natürliche Kohlenstoffzyklus kam auf diese Weise fast zum Erliegen, und in den Meeren sank die Biomasseproduktion auf ein Minimum. Dies änderte sich erst, als das ungenutzte atmosphärische Reservoir vulkanischer CO2-Emissionen einen extrem hohen Schwellenwert erreichte (eventuell im Bereich von 100.000 ppm), der das Dauerfrost-Klima zum Kippen brachte und ein globales Tauwetter auslöste. Innerhalb von etwa 40.000 Jahren verwandelte sich die Erde von einem tiefgefrorenen Schneeball unter chaotischen Umweltbedingungen (Starkregen, Wirbelstürme, extrem rascher Meeresspiegelanstieg um mehrere hundert Meter) in ein „Supertreibhaus“ mit tropischen Temperaturen von mindestens 40 °C.

Schema der verschiedenen Warmklimata und Eiszeitalter im Verlauf der Erdgeschichte

Obwohl das plakative Bild von der Erde als riesigem Schneeball eine gewisse Popularität erlangte und auch außerhalb der Fachliteratur zirkulierte, mehrten sich die Stimmen, die der Hypothese entschieden widersprachen. Einige der ermittelten Datensätze sind nach Ansicht der Kritiker nicht ausreichend verifiziert oder lassen sich mehrdeutig interpretieren, was unter anderem zum Gegenentwurf einer „Matschball-Erde“ führte. Vor allem jedoch hätte eine viele Millionen Jahre dauernde Komplettvereisung die Photosynthese sauerstoffproduzierender Organismen verhindert und zum Aussterben fast aller marinen Lebewesen geführt. Wie die meisten Details des Schneeball-Szenarios ist auch dieser Kritikpunkt ein Gegenstand kontroverser wissenschaftlicher Diskussionen. Fest steht (Stand 2014) nur, dass die Schneeball-Erde-Hypothese weder bestätigt noch widerlegt ist und deshalb einer weiteren Überprüfung bedarf.
Auf die Gaskiers-Eiszeit folgte eine Reihe von kleineren, räumlich begrenzten Vereisungsphasen, deren genauere Erforschung im Hinblick auf Dauer und zeitliche Einordnung erst am Anfang steht. Während des gesamten Ediacarium und bis in das frühe Paläozoikum hinein herrschten offenbar stark schwankende Klimabedingungen, die auf erhöhte plattentektonische Aktivitäten mit permanentem Vulkanismus hindeuten. Insgesamt zeichnete sich eine Tendenz zu einer globalen Erwärmung ab, und der Sauerstoffgehalt stieg zuerst in den Ozeanen und ab dem Kambrium auch in der Atmosphäre signifikant an. Diese Zunahme gilt als Grundvoraussetzung für das Erscheinen erster komplexer Eukaryoten und für die Entwicklung der Ediacara-Fauna.

### Massenaussterben im Paläozoikum
Nach Aussage des australischen Meeresbiologen John Veron lassen sich Massenaussterben (englisch Mass Extinction Events) in zwei verschiedene Kategorien einordnen: nämlich ob sie durch eine unmittelbare Mitwirkung des Kohlenstoffzyklus verursacht wurden oder ob sie unabhängig davon stattfanden. Eine biologische Krise durch eine extrem rasche Zu- oder Abnahme der Treibhausgas-Konzentration würde beispielsweise unter die erste Kategorie fallen, während Impakt-Katastrophen oder eine plattentektonisch bedingte Absenkung des Meeresspiegels der zweiten Gruppe zugeordnet werden. Umfassende Analysen bekannter Massenaussterben führten in letzter Zeit zu einem vertieften Verständnis der Mechanismen und Zusammenhänge dieser Ereignisse. Die Fachliteratur zu diesem Themenbereich hat sich seit den 1980er Jahren annähernd verzehnfacht und berücksichtigt zunehmend interdisziplinäre Forschungen. Daraus resultierte die Erkenntnis, dass Massenaussterben nicht zwangsläufig an langfristige geologische Prozesse gekoppelt sein müssen, sondern häufig einen katastrophischen und zeitlich eng begrenzten Verlauf genommen haben. Zudem spricht eine wachsende Zahl von Belegen für die Annahme, dass fast alle bekannten Massenaussterben der Erdgeschichte oder eine rasche Reduzierung der Biodiversität direkt mit gravierenden Klimawandel-Ereignissen und deren Folgen verknüpft waren.

#### Kambrium
Vor 541 Millionen Jahren begann mit dem geologischen System des Kambrium das Paläozoikum (Erdaltertum). Während der unmittelbar darauf stattfindenden Kambrischen Explosion entstanden innerhalb von nur 5 bis 10 Millionen Jahren die damaligen Vertreter fast aller heute existierenden Tierstämme inklusive ihrer seitdem nicht mehr veränderten morphologischen Baupläne. Diese rasche evolutive Entwicklung steht sehr wahrscheinlich in enger Verbindung mit einem tiefgreifenden Wechsel der Klima- und Umweltbedingungen. So zerbrach am Beginn des Kambriums der nach erdgeschichtlichen Maßstäben „kurzlebige“ Superkontinent Pannotia nach nur 50 Millionen Jahren unter starker Zunahme plattentektonischer Aktivitäten wieder in mehrere Teile. Dadurch gelangten erhebliche Mengen an Kohlenstoffdioxid und anderen vulkanischen Gasen in die Atmosphäre, und zudem formierten sich neue Klimazonen und Meeresströmungen.
Unter klimatischen Gesichtspunkten war das Kambrium eine Periode mit zum Teil extrem erhöhtem Vulkanismus, mit Durchschnittstemperaturen um 20 °C und einer atmosphärischen CO2-Konzentration von über 5000 ppm. Diese Faktoren beeinflussten nachhaltig die chemische Beschaffenheit des Meerwassers, so dass die ozeanischen Lebensgemeinschaften durch Schwefeldioxid-Eintrag, Sauerstoffverknappung sowie Versauerung und damit verbundenem Absacken des pH-Werts häufig an ihre biologischen Grenzen gelangten. Darüber hinaus trat neueren Studien zufolge im späten Kambrium eine signifikante Störung des Kohlenstoffzyklus auf.
Die rasche Zunahme der Biodiversität im Zuge der Kambrischen Explosion führte gleichzeitig zu einem rapiden Anstieg des sogenannten Hintergrundaussterbens, das als permanente Begleiterscheinung der biologischen Evolution in der ersten Hälfte des Paläozoikums und hier besonders im Kambrium ein sehr hohes Niveau erreichte. Eine Abgrenzung zwischen dem natürlichen Artenaustausch und einem Massenaussterben ist daher schwierig, zumal einige kambrische Schichten im Hinblick auf die fossile Überlieferung nur spärliches Material enthalten. Für das Kambrium werden zwei große und mehrere kleine Aussterbewellen angenommen, über deren Dauer und Intensität wenig bekannt ist. Ein kambrisches Massenaussterben vor 510 Millionen Jahren konnte jedoch vor kurzem rekonstruiert werden, wobei offenbar großflächige vulkanische Ausbrüche sowie die Bildung anoxischer Zonen in den Ozeanen dazu beitrugen, dass mindestens 50 Prozent aller marinen Arten ausstarben.

#### Ordovizium
Die Anden-Sahara-Eiszeit begann vor rund 460 Millionen Jahren im Oberen Ordovizium, erreichte ihren Höhepunkt auf der letzten ordovizischen Stufe des Hirnantiums und endete im Silur vor 430 Millionen Jahren. Anhand eiszeitlicher Ablagerungen kann die Bewegung des Großkontinents Gondwana über den Südpol in chronologischer Abfolge rekonstruiert werden. Der Kernbereich der Vereisung lag vor 450 bis 440 Millionen Jahren in der heutigen Sahara, wanderte dann westwärts in Richtung Südamerika (Brasilien und unteres Amazonasgebiet) und weitete sich vor 430 Millionen Jahren auf die Region der damals noch nicht existierenden Andenkette aus.
Eine Besonderheit der Anden-Sahara-Eiszeit besteht darin, dass ungeachtet eines CO2-Levels von anfangs 4000 bis 5000 ppm eine langfristige globale Abkühlung einsetzte. Als Erklärungen werden die Kontinentalbedeckung der Antarktis, eine rasche Kohlenstoffdioxid-Bindung und ein verstärkter Verwitterungseffekt durch die zunehmende Ausbreitung der Landvegetation sowie eine möglicherweise größere Schwankungsbreite der Erdachse angeführt. Neben der kürzeren Tageslänge von 21,5 Stunden, die nach Modellsimulationen unter den damaligen Bedingungen ebenfalls einen Abkühlungsfaktor darstellte, muss vor allem die im Vergleich zur Gegenwart um 4,5 Prozent verminderte Sonneneinstrahlung berücksichtigt werden (Solarkonstante im Ordovizium 1306 W/m², aktuell 1367 W/m²).
Auf dem Höhepunkt der Vereisungsphase ereignete sich vor 443 Millionen Jahren eines der folgenschwersten Massenaussterben der Erdgeschichte. Die Schätzungen zur Aussterberate der davon betroffenen Arten schwanken erheblich und belaufen sich auf bis zu 85 Prozent. Als Grund wird zumeist eine Kombination verschiedener Einflüsse wie die allgemeine Abkühlung, eine Senkung des Meeresspiegels sowie ein starker Vulkanismus angegeben.
Nach einigen neueren Studien stellen nicht alleine das Glazialklima und die damit verbundene Absenkung des Meeresspiegels (mit einem Schwund mariner Flachwasserbiotope) den primären Aussterbefaktor dar, sondern auch geochemische Veränderungen wie die umfangreiche Freisetzung giftiger Schwermetalle beziehungsweise die weitgehende Reduzierung von Spurenelementen spielten eine gravierende Rolle. So erreichte die Konzentration des lebenswichtigen Spurenelements Selen am Übergang vom Ordovizium zum Silur offenbar nur einen Bruchteil des gegenwärtigen Niveaus und lag bei einigen späteren Massenaussterben ebenfalls am Minimum. Alternativ wurde verschiedentlich eine extraterrestrische Ursache in Form eines Gammablitzes vorgeschlagen. Zwar stimmt die rasche Dezimierung der die oberen Meereszonen bewohnenden Organismen mit der Strahlungshypothese überein, es fehlen jedoch darüber hinaus weitere faktische Belege. Abschnitt 2.2

#### Devon

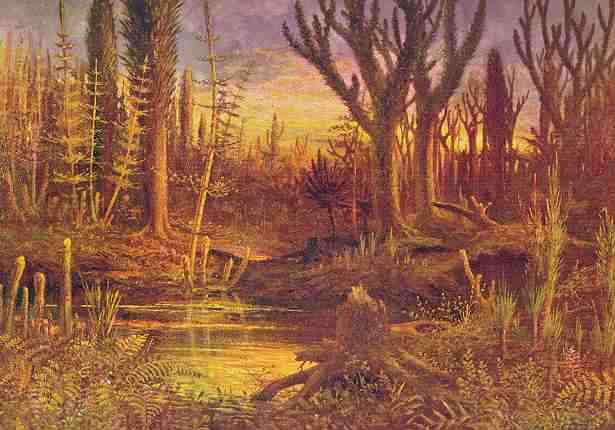
Ansicht einer Waldlandschaft im Devon

Kennzeichen des Devon ist eine biologische Doppelkrise: das Kellwasser-Ereignis an der Frasnium-Famennium-Grenze vor 372 Millionen Jahren und an der Schwelle vom Oberdevon zum Karbon 13 Millionen Jahre später das ähnlich ausgeprägte Hangenberg-Aussterben. Von den Ereignissen betroffen waren 70 Prozent aller marinen Lebensformen, vor allem die Faunengruppen flacher tropischer Meere, in denen periodisch anoxische Bedingungen auftraten. Die Biodiversität des Phytoplanktons nahm so stark ab, dass die ursprüngliche Artenvielfalt erst im Jura wieder erreicht wurde (Phytoplankton-Blackout).
Die beiden devonischen Massenaussterben beruhen, nach dem Forschungsstand von 2013, auf einer Kombination verschiedener Faktoren, darunter auch einem kurzzeitigen Wechsel mehrerer Warm- und Kaltphasen. Diese wurden eventuell durch die zyklischen Veränderungen der Erdumlaufbahn mit verursacht und durch die verringerte Pufferwirkung des atmosphärischen CO2 entscheidend verstärkt. Mit hoher Wahrscheinlichkeit spielte der sinkende Kohlenstoffdioxid-Anteil neben abrupten Meeresspiegelschwankungen und vulkanischen Einflüssen eine wichtige Rolle in der Krisenzeit der Kellwasser- und Hangenberg-Ereignisse. Zu Beginn des Devon noch weit jenseits der 1000-ppm-Schwelle liegend, wurden erhebliche Mengen CO2 der Atmosphäre entzogen und in der sich allmählich ausbreitenden Waldvegetation gespeichert. Möglicherweise waren an den Aussterbewellen und den klimatischen Veränderungen im Oberdevon auch einige große Impaktereignisse wie der australische Woodleigh- beziehungsweise der Alamo-Einschlag im heutigen Nevada direkt beteiligt. Die lange als rätselhaft geltende, nach dem Paläontologen Alfred Romer (1894–1973) benannte fossilarme Faunensituation (Romer-Lücke, englisch Romer’s gap), die über 15 Millionen Jahre bis weit in das Unterkarbon reicht, könnte in direktem Zusammenhang mit den vorhergehenden Massenaussterben stehen.

### Der karbonische Tropenwald-Kollaps
In populären Darstellungen ist die „Steinkohlenzeit“ des Karbons oft ein Synonym für feuchtheiße Klimata und tropische Urwälder, die ganze Kontinente bedeckten. Dieses Bild entspricht nur teilweise den damaligen Gegebenheiten. Zwar setzte sich die seit dem Devon bestehende Tendenz zur Bildung ausgedehnter Wald- und Sumpflandschaften bis in das Oberkarbon fort, wobei Bärlapppflanzen wie die Schuppenbäume eine Größe bis 40 Meter erreichten. Doch selbst auf dem Höhepunkt der karbonischen Vegetationsausbreitung gab es in den kontinentalen Zentralbereichen große Trockengebiete mit wüstenähnlichem Charakter. Die globale Temperatur betrug zu Beginn des Karbons 20 °C, nahm jedoch über die Dauer der Periode stetig ab und entsprach mit einem Durchschnittswert von 14 °C ungefähr dem heutigen Niveau. Dieser Abwärtstrend steht in engem Zusammenhang mit dem Permokarbonen Eiszeitalter (Karoo-Eiszeit), das sich im Unterkarbon mit der beginnenden Vergletscherung der innerhalb des südlichen Polarkreises liegenden Landmassen ankündigte.
Parallel zur Kaledonischen Gebirgsbildung verschmolzen bereits im Silur die beiden Kontinente Laurentia (Nordamerika) und Baltica (Nordeuropa und Russische Tafel) zum neuen Großkontinent Laurussia, während auf der südlichen Hemisphäre der bis in antarktische Regionen reichende Großkontinent Gondwana dominierte. Im Laufe des Devons rückten Laurussia und Gondwana immer enger zusammen, um sich im Oberkarbon zum Superkontinent Pangaea zu vereinigen. Die Kollision der beiden Kontinentalplatten bewirkte einesteils die Entstehung des Variszischen Hochgebirges und unterbrach zum anderen als riesige Festlandsbarriere den Wasser- und Wärmeaustausch der äquatorialen Meeresströmungen. Als Folge der eingeschränkten ozeanischen Zirkulation verstärkte sich der im Karbon herrschende Abkühlungstrend. Das durch den plattentektonischen Prozess der Variszischen Gebirgsbildung freigesetzte Kohlenstoffdioxid wurde aufgrund beschleunigter Verwitterungsvorgänge und vor allem durch die Biomasseproduktion der karbonischen Flora mit anschließender Inkohlung der Atmosphäre rasch wieder entzogen. Demzufolge sank das atmosphärische Kohlenstoffdioxid gegen Ende der Epoche erstmals in der Erdgeschichte unter 400 ppm und nahm am Beginn des Perms weiter ab. Im Gegensatz dazu erreichte der Sauerstoffgehalt den Rekordwert von 35 Prozent. Die hohe O2-Konzentration ermöglichte das Größenwachstum verschiedener Gliederfüßer wie der Riesenlibelle Meganeura oder des Tausendfüßers Arthropleura, barg jedoch die Gefahr großflächiger Waldbrände.

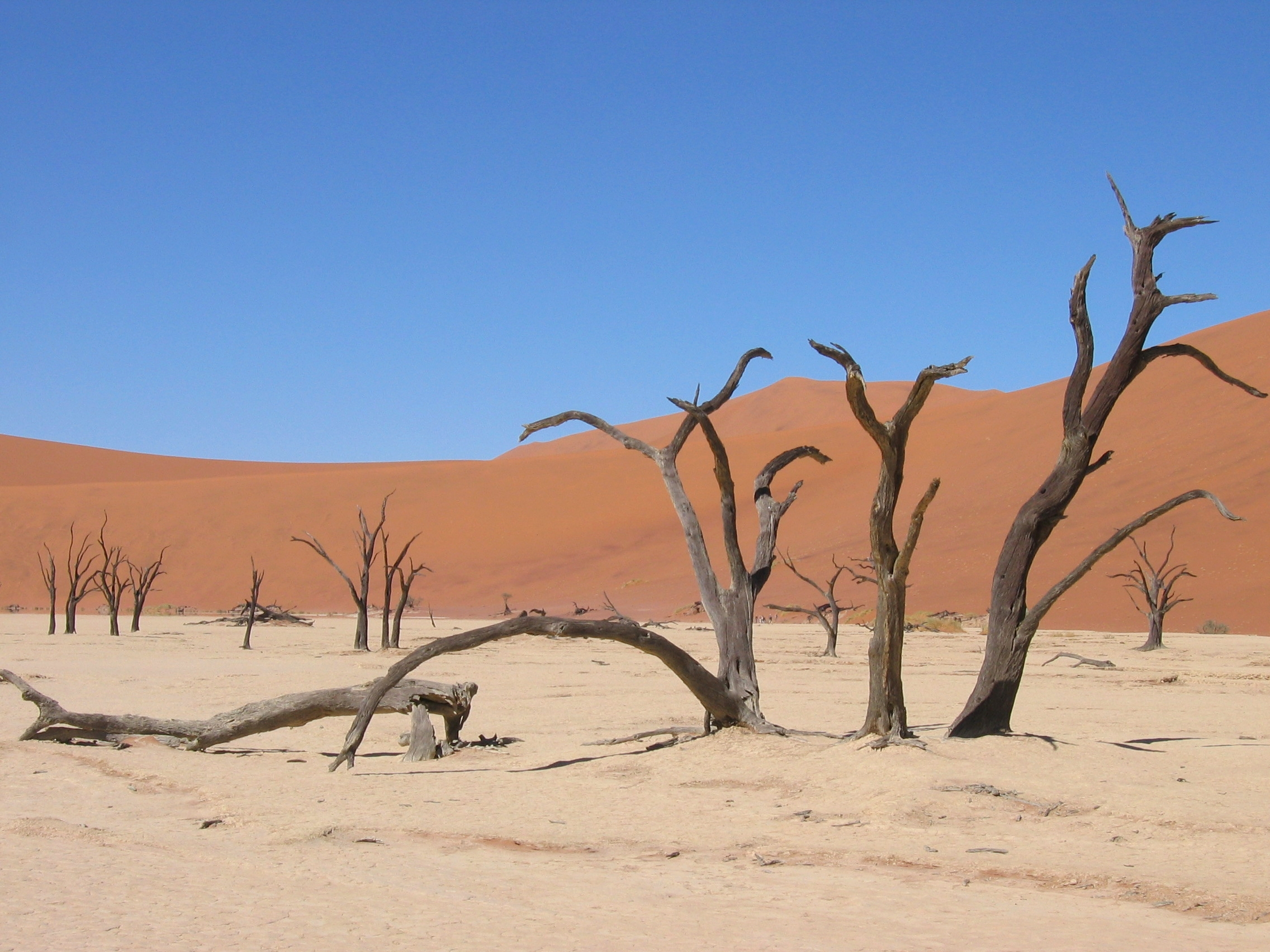
Hypothetische Darstellung des karbonischen Waldsterbens

In den letzten Millionen Jahren des Karbons herrschte ein relativ rascher Wechsel verschiedener Klimazustände, die in hohem Maße von den zyklischen Veränderungen der Erdbahnparameter gesteuert wurden, mit stark schwankenden CO2-Konzentrationen von 150 bis 700 ppm und entsprechenden Schwankungen des Meeresspiegels. Unter Berücksichtigung der im Vergleich zu heute um etwa 3 Prozent verminderten Sonneneinstrahlung erreichten die globalen Durchschnittstemperaturen in dieser Zeit während einer Warmphase 12 bis 14 °C und stiegen in einer Glazialperiode nur wenig über den Gefrierpunkt.
Vor 305 Millionen Jahren kam es im Kasimovium aufgrund scharfer Klimaeinschnitte und zunehmender Trockenheit zum Zusammenbruch der in Äquatornähe angesiedelten Regenwälder (englisch Carboniferous Rainforest Collapse) und damit zum ersten pflanzlichen Massenaussterben. Die tropischen Wälder wurden innerhalb einer geologisch sehr kurzen Zeitspanne bis auf einige Vegetationsinseln dezimiert, und ebenso verschwanden viele Feucht- und Sumpfgebiete. Vom Verlust dieser Lebensräume besonders betroffen waren viele der damaligen Amphibien, von denen die meisten Arten ausstarben.
Im späten Karbon und während des Übergangs zum Perm entstanden neue Waldbiotope, die an ein arides Klima mit jahreszeitlich bedingten Temperaturschwankungen angepasst waren, wie zum Beispiel die kälteresistente und laubabwerfende Glossopteris-Flora in den südlichen Regionen von Gondwana, die sich dort zum vorherrschenden Pflanzentypus entwickelte. Im frühesten Perm sanken die atmosphärischen CO2-Werte laut einer Studie von 2017 kurzzeitig auf ein Level um 100 ppm oder sogar darunter. Falls sich diese Annahme bestätigt, rückte das Erdsystem damals in die unmittelbare Nähe jenes Kipppunkts, der den Planeten in den Klimazustand einer globalen Vereisung überführt hätte, vergleichbar den Schneeball-Erde-Ereignissen im Neoproterozoikum.

### Die Perm-Trias-Krise
Die erste ökologische Krise des Perm ereignete sich vor 262 Millionen Jahren kurz nach dem Ende der Permokarbonen Eiszeit im Capitanium. Die aus dieser Epoche schon länger bekannte Faunenreduzierung in tropischen Regionen scheint nach neueren Untersuchungen eine globale Krise gewesen zu sein, die in einem Massenaussterben gipfelte. Als Ursache wird ein umfangreicher Kohlenstoff- und Schwefeldioxid-Eintrag in die Ozeane mit Bildung anoxischer Zonen und starker Versauerung des Meerwassers angenommen. Möglicherweise besteht ein Zusammenhang mit den gleichzeitigen vulkanischen Aktivitäten des Emeishan-Trapp im heutigen Südchina.
Knapp 10 Millionen Jahre später geschah an der Perm-Trias-Grenze das wahrscheinlich umfassendste Massenaussterben der Erdgeschichte, begleitet von einem nach geologischen Begriffen rapiden Klimawandel mit gravierenden Auswirkungen auf die Artenvielfalt von Flora und Fauna. Als Hauptursache favorisiert werden heftige vulkanische Aktivitäten mit extrem hohen Ausgasungen im Gebiet des heutigen Sibirien, die mehrere Hunderttausend Jahre andauerten und dabei sieben Millionen km² mit Basalt bedeckten (was etwa 80 Prozent der Fläche Australiens entspricht). Bis zum Beginn der Trias starben 96 Prozent aller Meeresbewohner und 75 Prozent der Landlebewesen aus. Davon betroffen waren – ein bis heute singuläres Ereignis – auch zahlreiche Insektenarten.

Aussterbe-Ereignisse bei marinen Lebewesen während des Phanerozoikums mit dem „Peak“ der Perm-Trias-Krise in der Mitte

Die Rekonstruktion der Geschehnisse lässt auf mehrere Erwärmungsphasen schließen. Durch die magmatischen Aktivitäten des Sibirischen Trapp wurden über einen längeren Zeitraum schätzungsweise mehr als 100 Billionen Tonnen Kohlenstoffdioxid freigesetzt, wodurch sich die globale Temperatur in relativ kurzer Zeit um 5 °C erhöhte. Der Sibirische Trapp emittierte darüber hinaus erhebliche Mengen Chlorwasserstoff sowie Schwefeldioxid, das als Schwefelsäure im Regenwasser gleichermaßen ozeanische und kontinentale Biotope schädigte. Analysen der 18O/16O-Isotope aus dieser Zeit dokumentieren eine rasche Erwärmung der oberen Meeresschichten um mindestens 8 °C. Die Temperaturzunahme begünstigte nicht nur die Bildung und Ausbreitung anoxischer Zonen, sondern ließ auch die Meere in zunehmendem Maße versauern. Das rapide Absinken des pH-Werts gilt als eine der Hauptursachen für das fast vollständige Verschwinden der ozeanischen Lebensformen. Ein weiterer Effekt trat durch die Destabilisierung der Methanhydrat-Lagerstätten der ozeanischen Schelfgebiete ein, wodurch große Mengen an Methan in die Atmosphäre diffundierten. Das zusätzliche Treibhauspotential entsprach einem CO2-Äquivalentwert von über 3000 ppm und führte in der nächsten Phase zu einem Temperatursprung von nochmals 5 °C. Der Sauerstoffgehalt sank aufgrund der inzwischen stark dezimierten Vegetationsbedeckung auf ein Minimum im Bereich von 10 bis 15 Prozent.
Als eine weitere mögliche Ursache für die Destabilisierung der Biosphäre wird die Massenvermehrung mariner Einzeller genannt, die ihre Stoffwechselprodukte in Form von Schwefelwasserstoff oder Methan an die Atmosphäre abgaben. Für die Dauer des Perm-Trias-Massenaussterbens galten bis vor kurzem rund 200.000 Jahre als realistischer Wert. Laut einer Studie von 2014 reduziert sich dieser Zeitraum auf etwa 60.000 Jahre (± 48.000 Jahre). Eine 2018 veröffentlichte Arbeit postuliert hingegen auf der Basis neuer Befunde für die biologische Krise ein schmales Zeitfenster von wenigen Jahrtausenden bis maximal 30.000 Jahren. Der weltweite Zusammenbruch fast aller Ökosysteme konnte mithilfe präziser Nachweisverfahren auf das oberste Perm vor 251,94 Millionen Jahren datiert werden. Die aktuelle Datenlage spricht für eine nach geologischen Maßstäben plötzlich ausbrechende Katastrophe und schließt allmähliche Umweltveränderungen nahezu aus.
Über den oder die Auslöser der Perm-Trias-Krise gibt es derzeit mehrere Hypothesen, darunter auch die Annahme eines großen Meteoriteneinschlags. Im Jahr 2006 wurde anhand von Satellitendaten in der südpolaren Wilkesland-Region eine Schwereanomalie festgestellt. Radarbilder lieferten Hinweise auf die Existenz eines 480 km großen Einschlagkraters tief unter dem antarktischen Eisschild mit einem vermutlichen Alter von 250 Millionen Jahren. Damit wäre der Wilkesland-Krater der größte bekannte Impakt der Erdgeschichte, dessen Zerstörungspotenzial das des Chicxulub-Meteoriten an der Kreide-Paläogen-Grenze erheblich übertroffen hätte. Solange jedoch kein direkter Nachweis erfolgt, zum Beispiel durch geologische Tiefenbohrungen, gilt der Wilkesland-Einschlag vorerst als hypothetisches Ereignis.
Ein weiteres großes Massenaussterben fand vor 201,5 Millionen Jahren an der Trias-Jura-Grenze statt (englisch Triassic-Jurassic Extinction Event). Für dieses Ereignis wird ebenfalls ein Megavulkanismus als primäre Ursache angenommen (Zentralatlantische Magmatische Provinz), mit vergleichbaren klimatischen Auswirkungen wie die Eruptionen des Sibirischen Trapps. Auch in diesem Fall erfolgte das Verschwinden vieler Faunengruppen innerhalb von wenigen 10.000 Jahren.

### Ozeanische anoxische Ereignisse
Ozeanische anoxische Ereignisse (englisch Anoxic Oceanic Events, abgekürzt OAE) in der Erdgeschichte beruhten auf einem Sauerstoff-Defizit (unter 2 mg/l) vor allem in tropischen Flachwassermeeren. Davon ausgenommen war lediglich die jeweils oberste durchmischte Wasserschicht. Die letzten bekannten OAEs traten während des Paläozän-Eozän-Temperaturmaximums (PETM) vor mehr als 50 Millionen Jahren auf. Im Mesozoikum und sehr wahrscheinlich auch im Paläozoikum waren OAEs häufig mit einer Reihe von Aussterbe-Ereignissen verknüpft. Ein signifikantes anoxisches Ereignis basiert im Normalfall auf mehreren Voraussetzungen:
- eine atmosphärische Kohlenstoffdioxid-Konzentration von deutlich über 1000 ppm
- ein weltweit subtropisches bis tropisches Klima und gleichzeitige Erwärmung der Ozeane mit entsprechend reduzierter Sauerstoffbindung (aus dem Oberen Ordovizium ist allerdings ein OAE während einer globalen Abkühlung dokumentiert)
- eine zum Stillstand gekommene Tiefenwasserzirkulation zwischen den Polarregionen und dem Äquator
- die Überdüngung der Meere mit festländischen Verwitterungsprodukten aufgrund rasch verlaufender Erosionsprozesse

Gegenwärtig gibt es mit stark zunehmender Tendenz einige hundert hypoxische oder anoxische Zonen (englisch oft Dead Zones genannt) mit einer Gesamtausdehnung von rund 250.000 km², wie zum Beispiel die Ostsee, die nördliche Adria oder das Mississippidelta im Golf von Mexiko. Für das kreidezeitliche OAE 2 wird angenommen, dass 5 Prozent des gesamten Meerwasservolumens sauerstofffrei waren, wobei im Zuge des großen Massenaussterbens während der Perm-Trias-Krise das anoxische Milieu erheblich umfangreicher gewesen sein dürfte.
Ausgeprägte anoxische Ereignisse erstreckten sich mindestens über mehrere hunderttausend Jahre, konnten in Ausnahmefällen jedoch mehr als 2 Millionen Jahre andauern. Regelmäßige Begleiterscheinungen einer Sauerstoffverknappung waren eine das Meerwasser grün färbende Algenblüte sowie die bakterielle Erzeugung von großen Mengen an Schwefelwasserstoff (H2S), dessen Geruch nach faulen Eiern weite Küstenbereiche erfasst haben dürfte. Ein Indikator für die Bestimmung anoxischer Ereignisse sind die in einer sauerstofffreien Umgebung entstandenen marinen Schwarzschiefersedimente, die sich aus Faulschlamm am Grund des Ozeans bilden und gehäuft in kreidezeitlichen Ablagerungen vorkommen. Da das Alter der ozeanischen Kruste begrenzt ist, beschränkt sich die Suche nach OAEs vor mehr als 150 bis 200 Millionen Jahren zumeist auf Sedimentschichten, die inzwischen auf dem heutigen Festland liegen.

### Kreide-Paläogen-Grenze (früher Kreide-Tertiär-Grenze)
Im Juni 1980 publizierte das Forschungsteam um den Physiker und Nobelpreisträger Luis Walter Alvarez und dessen Sohn, den Geologen Walter Alvarez, die Entdeckung einer Iridium-Anomalie an der Kreide-Paläogen-Grenze. Die sich daraus ergebende Annahme eines großen Asteroideneinschlags, der zum Aussterben unter anderem der Dinosaurier führte, war der Beginn einer langen Diskussion über das Für und Wider der von Vater und Sohn Alvarez vorgelegten Hypothese.
Auf der Suche nach der möglichen Einschlagstelle des Impaktors fand man 1991 auf der mexikanischen Halbinsel Yucatán einen von jüngeren Sedimenten bedeckten, 180 km großen Krater unterhalb der Ortschaft Chicxulub Puerto. Damit war die Wissenschaftskontroverse um den sogenannten Chicxulub-Einschlag jedoch nicht beendet. Auch wenn der Krater hinsichtlich Alter und Größe dem Anforderungsprofil eines „Global Killers“ entsprach, wurden mehrere Gegenhypothesen vorgebracht, darunter jene, dass nicht der Impakt, sondern der magmatische Ausbruch der indischen Dekkan-Trapps das Massenaussterben an der K-P-Grenze forciert hatte. Zudem schienen Sedimentuntersuchungen zu bestätigen, dass der Chicxulub-Krater 300.000 Jahre vor der eigentlichen K-P-Grenzschicht entstanden war.
Diese „Vordatierung“ stieß von Anfang an auf Kritik und wird angesichts der jüngsten Forschungsergebnisse als sehr unwahrscheinlich eingestuft. Die Anwendung verfeinerter Datierungsmethoden und Analysetechniken mit sehr geringen Toleranzbereichen führte zu dem Resultat, dass das Impaktereignis und die K-P-Grenzschicht zeitlich präzise übereinstimmen. Auch der dem Einschlag folgende Impaktwinter gilt inzwischen als faktisch gesichert. In der Wissenschaft bestand bis vor kurzem größtenteils Einigkeit darüber, dass am Ende der Kreide die Biodiversität und die Stabilität der Ökosysteme im Schwinden begriffen waren. Nunmehr gibt es vermehrt Hinweise, dass die ökologische Situation im späten Maastrichtium gefestigter war als lange Zeit angenommen. Somit blieb es dem Impakt vorbehalten, den Schlusspunkt für die mesozoische Faunenwelt zu setzen. Neuere Untersuchungen kommen deshalb zu dem Ergebnis, dass alleine der Chicxulub-Einschlag das Massenaussterben an der Kreide-Paläogen-Grenze ausgelöst hat.

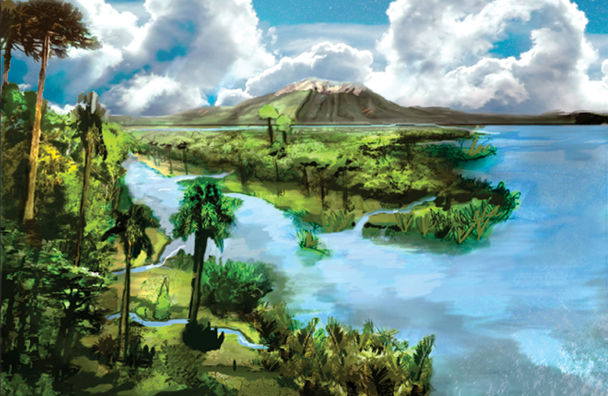
Darstellung einer Landschaft der späten Kreide (Maastrichtium)

Das wahrscheinlichste Szenario geht davon aus, dass vor 66,04 Millionen Jahren (± 32.000 Jahre) ein etwa 10 km großer Asteroid mit einer Geschwindigkeit von etwa 20 km/s (72.000 km/h) im Gebiet des heutigen Golf von Mexiko in einem tropischen Flachmeer detonierte. Der Impaktor verdampfte dabei innerhalb einer Sekunde, schleuderte aber durch die Wucht der Explosion, die wahrscheinlich auf dem gesamten Erdball zu vernehmen war, einige tausend Kubikkilometer Carbonat- und Evaporitgestein über weite Strecken als glühende Ejekta bis in die Stratosphäre. Neben den unmittelbaren Auswirkungen des Einschlags wie Megatsunamis, einer überschallschnellen Druckwelle sowie Erdbeben im Bereich der Stärke 11 oder 12 traten weltweit Flächenbrände auf, deren Ausdehnung und Dauer derzeit noch diskutiert wird. Innerhalb weniger Tage verteilte sich in der gesamten Atmosphäre eine große Menge an Ruß- und Staubpartikeln, die das Sonnenlicht über Monate hinweg absorbierten und einen globalen Temperatursturz herbeiführten. Ein zusätzlicher Abkühlungsfaktor war möglicherweise eine atmosphärische Schicht von Schwefelsäure-Aerosolen, die laut einer aktuellen Untersuchung einen Temperatursturz von 26 °C bewirkt haben könnten und entscheidend dazu beitrugen, dass die globale Durchschnittstemperatur für einige Jahre unter dem Gefrierpunkt lag, mit dramatischen Folgen für die gesamte Biosphäre.
Von dieser Krise waren die ozeanischen und festländischen Ökosysteme gleichermaßen betroffen. 75 Prozent der Arten fielen dem Massenaussterben innerhalb eines nicht genau zu bestimmenden Zeitraums zum Opfer, darunter nicht nur die Saurier, sondern auch die Ammoniten, fast alle kalkschalenbildenden Foraminiferen sowie in hohem Ausmaß die Vögel. Nach einer vermutlich mehrere Jahrzehnte dauernden Kältephase begann eine rasche, zu Hitzestress führende Erwärmung, bedingt durch Milliarden Tonnen Kohlenstoffdioxid, die der Einschlag infolge der Verdampfung ozeanischer Böden freigesetzt hatte. Die Dauer des extremen Treibhauseffekts wird auf rund 50.000 Jahre geschätzt, ehe sich das Klima wahrscheinlich erst nach mehreren Hunderttausend Jahren endgültig stabilisierte.
Eine im April 2015 von mehreren bekannten Geowissenschaftlern vorgelegte Hypothese geht davon aus, dass aufgrund der Impaktenergie von 3 × 1023 Joule und der dadurch ausgelösten tektonischen Schockwellen der lange „schwelende“ Dekkan-Trapp im heutigen West-Indien eine erhebliche Zunahme seiner Aktivität verzeichnete. Laut dieser Hypothese ist der kurzfristige Ausstoß von 70 Prozent aller Dekkan-Trapp-Flutbasalte auf den Chicxulub-Einschlag zurückzuführen. Darüber hinaus könnten umfangreiche Magmaausflüsse im Bereich der plattentektonischen Grenzen beziehungsweise Bruchzonen am Meeresboden aufgetreten sein. Die bisher wenig beachtete Möglichkeit eines direkten Zusammenhangs zwischen Asteroideneinschlag und verstärktem Flutbasalt-Vulkanismus wird in den Geowissenschaften derzeit intensiv diskutiert. Eine 2020 veröffentlichte Studie kommt zu dem Ergebnis, dass der wahrscheinliche Aufprallwinkel des Impaktors von 45 bis 60 Grad unter allen Einschlagsszenarien die maximale Zerstörungswirkung aufwies.

## Das Klima der Erdneuzeit (Känozoikum)
| ❮ | Ärathem             | System   | Serie      | Alter (mya)   |
| - | ------------------- | -------- | ---------- | ------------- |
| ❮ | K ä n o z o i k u m | Quartär  | Holozän    | 0 ⬍ 0,012     |
| ❮ | K ä n o z o i k u m | Quartär  | Pleistozän | 0,012 ⬍ 2,588 |
| ❮ | K ä n o z o i k u m | Neogen   | Pliozän    | 2,588 ⬍ 5,333 |
| ❮ | K ä n o z o i k u m | Neogen   | Miozän     | 5,333 ⬍ 23,03 |
| ❮ | K ä n o z o i k u m | Paläogen | Oligozän   | 23,03 ⬍ 33,9  |
| ❮ | K ä n o z o i k u m | Paläogen | Eozän      | 33,9 ⬍ 56     |
| ❮ | K ä n o z o i k u m | Paläogen | Paläozän   | 56 ⬍ 66       |
|   | früher              | früher   | früher     | älter         |

Im Bemühen um eine möglichst genaue klimatologische Beschreibung des Känozoikums kommt zunehmend ein relativ neuer Forschungsansatz unter Einbeziehung astronomischer Faktoren zur Anwendung. Dies betrifft neben der Präzessionskonstante und der Neigung der Erdachse vor allem die langperiodischen Veränderungen der Exzentrizität, denen die Erdbahn über Zyklen von mehreren 100.000 Jahren unterworfen ist (→ #Erdbahnparameter). Der Einfluss dieses kosmischen „Taktgebers“ in Verbindung mit einer variierenden Sonneneinstrahlung hatte besonders während des Känozoischen Eiszeitalters sowohl Auswirkungen auf den Kohlenstoffkreislauf als auch auf die Klimaentwicklung und kann anhand der spezifischen Anteile der Kohlenstoff-Isotope 13C/12C in fossilen Organismen wie Foraminiferen sowie eines „Paläothermometers“ (das heißt der Sauerstoff-Isotopensignatur 18O/16O) nachgewiesen werden. Somit besteht die Möglichkeit, die Klimazustände der Erdneuzeit (von Hothouse über Warmhouse bis hin zu Coolhouse/Icehouse) in höherer zeitlicher Auflösung als bisher zu analysieren und deren Übergangsphasen präziser zu bestimmen. Neuere Untersuchungen kommen zu dem Ergebnis, dass sich die känozoischen Warmklimaphasen im Hinblick auf die Dynamik von Kohlenstoffkreislauf und Klimaverlauf grundlegend vom „Eishauszustand“ unterscheiden, dessen komplexe und schwer berechenbare Eigenschaften wahrscheinlich auf dem Einfluss der Kryosphäre und somit auf den relativ raschen Schwankungen des polaren Eisvolumens beruhen.

### Paläogen
Mit dem Känozoikum (weitgehend identisch mit dem früheren Tertiär) begann vor 66 Millionen Jahren die Erdneuzeit. Zu Beginn des Paläogens existierte mit den verbundenen Landflächen von Australien, Antarktika und Südamerika noch ein umfangreicher Rest des Großkontinents Gondwana. Dessen endgültiger Zerfall geschah vor 45 Millionen Jahren, als sich Australien von Antarktika löste und Südamerika wenig später diesem Trend folgte. Damit etablierte sich in der südlichen Hemisphäre ein System von Meeresströmungen, das bereits stark dem gegenwärtigen ähnelte.
In der nördlichen Erdhälfte entstand in Zusammenhang mit der Bildung und Ausdehnung des Nordatlantiks die Nordatlantische Magmatische Großprovinz (englisch North Atlantic Igneous Province). Die magmatischen beziehungsweise vulkanischen Prozesse begannen bereits im unteren Paläozän (etwa 64 bis 63 mya), reichten in stark abgeschwächter Form bis in das frühe Miozän und verzeichneten mehrere erhöhte Aktivitätszyklen, wobei abwechselnd intrusive und effusive Phasen entlang der divergierenden Plattenränder auftraten. Die dabei aus dem Erdmantel aufsteigenden Flutbasalte besaßen eine Ausdehnung von ungefähr 1,3 bis 1,5 Millionen km² und bedeckten Teile von Grönland, Island, Norwegen, Irland und Schottland.
Das Paläogen mit den drei Serien Paläozän, Eozän und Oligozän ist in mehrfacher Hinsicht von Bedeutung. Zum einen wirken manche der in dieser Zeit begonnenen Entwicklungen bis in die geologische Gegenwart nach, und zum anderen steht eine Reihe der damaligen Ereignisse aufgrund markanter Merkmale im Fokus der Forschung. Klimatologisch ist hierbei das Paläozän/Eozän-Temperaturmaximum von besonderem Interesse, da es ein prägnantes Beispiel für einen abrupten Klimawandel darstellt und deshalb Parallelen zur aktuellen globalen Erwärmung und deren Folgen aufweisen könnte.
Die untenstehende Tabelle verzeichnet eine chronologische Gliederung jener Umweltveränderungen, die in relativ dichter Abfolge vor 55 bis 33 Millionen Jahren auftraten.
| Bezeichnung                                   | Beginn                            | Dauer                                    | Auswirkung des Ereignisses                                                                                  |
| --------------------------------------------- | --------------------------------- | ---------------------------------------- | --- |
| Paläozän/Eozän-Temperaturmaximum (PETM)       | vor 55,8 Millionen Jahren         | max. 200.000 Jahre                       | Extrem hohe und rasche globale Erwärmung einschließlich der Ozeane                                          |
| Eocene Thermal Maximum 2 (ETM-2)              | vor 53,7 Millionen Jahren         | max. 200.000 Jahre                       | Signifikante globale Erwärmung                                                                              |
| Azolla-Ereignis                               | vor 49,0 Millionen Jahren         | 800.000 Jahre                            | Massenvermehrung des Schwimmfarns Azolla im Arktischen Ozean, Abnahme der atmosphärischen CO2-Konzentration |
| Chesapeake-Bay-Impakt (Nordamerika)           | vor 35,5 (± 0,3) Millionen Jahren | wahrscheinlich kurzzeitige Abkühlung     | Differierende Angaben zur Kratergröße (40 bis 90 km), Einfluss auf das Klima deshalb ungewiss, Megatsunami  |
| Popigai-Impakt (Sibirien)                     | vor 35,7 (33,7?) Millionen Jahren | Eventuell länger andauernde Impaktfolgen | Kratergröße 90 bis 100 km, wahrscheinlich Temperatursturz mit Impaktwinter                                  |
| Eozän-Oligozän-Massensterben (Grande Coupure) | vor etwa 33,5 Millionen Jahren    | ca. 300.000 Jahre                        | Globale Abkühlung und Aussterbe-Ereignis mit anschließendem Faunenwechsel                                   |

- Paläozän/Eozän-Temperaturmaximum (PETM). Nach der Zäsur des Massenaussterbens an der Kreide-Paläogen-Grenze herrschte im Paläozän zunächst ein trockenes, relativ gemäßigtes Klima, das gegen Ende der Epoche zunehmend tropischer und feuchter wurde. Am Übergang zum Eozän erwärmte sich die Erde innerhalb von wahrscheinlich 4.000 Jahren um etwa 4 °C in äquatorialen Bereichen und bis zu 10 °C in höheren Breiten, wobei der jährliche Kohlenstoffeintrag in einer Größenordnung von 0,6 bis 1,1 Petagramm parallel zur damit gekoppelten Erwärmung verlief.[155] Mehrere Untersuchungen zeigen, dass die Ozeane während des PETM erhebliche Wärmemengen speicherten. Für subpolare Gewässer (westliche sibirische See) wurden 27 °C ermittelt,[156] und Sedimentbohrkerne aus der Küstenregion vor Tansania belegen ein Temperaturmaximum um 40 °C.[157] Dies führte zu einer raschen Versauerung der Meere und zur Entstehung anoxischer Milieus mit nachhaltigen Folgen für die ozeanischen Biotope.[158] Die genaue Ursache des PETM ist nach wie vor unbekannt, wenngleich vielfach vermutet wird, dass freigesetztes Methanhydrat das Ereignis maßgeblich beschleunigt und verstärkt hat. Obwohl der klimatische Ausnahmezustand des PETM nach erdgeschichtlichem Maßstab nur von kurzer Dauer war, beeinflusste er nachhaltig die Biodiversität und Paläoökologie des gesamten Planeten.[159] Neuere Untersuchungen scheinen zu belegen, dass sich während einer globalen Erwärmungsphase auch die Klimasensitivität entsprechend erhöht. Für das PETM wird ein Bereich von 3,7 bis 6,5 °C als wahrscheinlichster Wert veranschlagt.[160]
- Die Wärmeanomalie des Eocene Thermal Maximum 2 glich in ihrer Dauer und Auswirkung dem besser erforschten PETM, könnte jedoch ein etwas geringeres Temperaturniveau als dieses erreicht haben. Aus der Zeit vor 53,6 bis 52,8 Millionen Jahren gibt es Hinweise auf drei weitere und schwächer ausgeprägte Wärmeanomalien, deren wissenschaftliche Untersuchung jedoch erst am Anfang steht. Angaben zur atmosphärischen CO2-Konzentration im Unteren Eozän sind aufgrund der gravierenden und kurzfristigen Klimaschwankungen mit großen Unsicherheiten behaftet. Eine 2016 veröffentlichte Studie, basierend auf einer Präzisionsmessung unter Einbeziehung des stabilen Bor-Isotops δ11B (Delta-B-11), postuliert für die Zeit des Eozänen Klimaoptimums einen Kohlenstoffdioxid-Gehalt von ungefähr 1.400 ppm.[161]

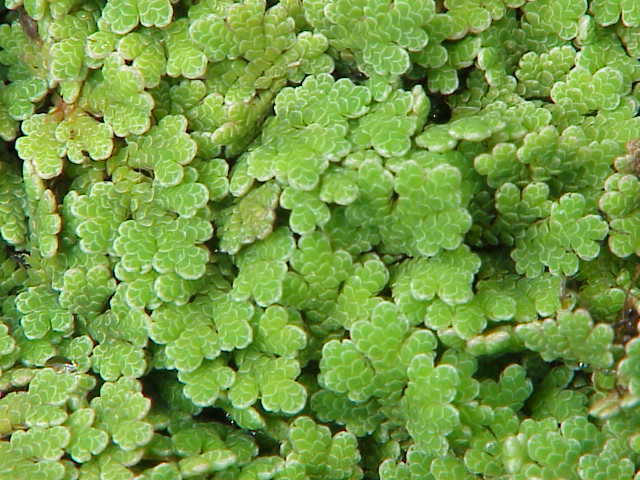
Großer Algenfarn (Azolla filiculoides)

- Das Azolla-Ereignis war ein Wendepunkt in der Klimageschichte des Känozoikum und hatte weitreichende Folgen bis in die Gegenwart. Der zur Familie der Schwimmfarngewächse zählende Algenfarn (Azolla) kann große Mengen an Stickstoff und Kohlenstoffdioxid speichern und sich unter günstigen Bedingungen massenhaft vermehren. Dieser Fall trat durch eine Verkettung besonderer Umstände ein, als Azolla vor 49 Millionen Jahren den damaligen Arktischen Ozean auf einer Fläche von 4 Millionen km² „besiedelte“.[162] Da im Eozän das Arktische Meer von anderen ozeanischen Strömungen isoliert war und aufgrund fehlender Durchmischung gewissermaßen zum stehenden Gewässer wurde, könnte sich an seiner Oberfläche durch Regen und den Eintrag der Flüsse eine dünne, aber nährstoffreiche Süßwasserschicht gebildet haben, die ein explosives Wachstum von Azolla ermöglichte.[163] Die schwimmende Vegetationsinsel der Algenfarne existierte mehrere Hunderttausend Jahre lang und bewirkte in dieser Zeit durch die Aufnahme von Kohlenstoffdioxid und dessen Einbindung in Sedimentationsprozesse im Zusammenspiel mit einigen weiteren Faktoren eine relativ rasch verlaufende CO2-Reduktion auf etwa 1.000 bis 650 ppm. Damit begann eine allmähliche globale Abkühlung, die schließlich in das Känozoische Eiszeitalter überging.
- Der Chesapeake-Bay-Krater an der Ostküste der USA steht stellvertretend für rund ein Dutzend Einschlagkrater mit einem Durchmesser von deutlich über 10 km, die während des Paläogens entstanden sind.[164] Mit Schwerpunkt im Eozän trat in kurzen zeitlichen Abständen eine Serie von Impakt-Ereignissen auf,[165] wobei Asteroidentreffer in den Ozeanen bisher kaum dokumentiert sind und deshalb eine hohe Dunkelziffer aufweisen dürften.[166] Im Gegensatz dazu ist aus dem gesamten Neogen mit dem Ries-Ereignis vor 14,6 Millionen Jahren nur ein größerer Einschlag belegt.[167] Ähnlich wie der Chesapeake-Bay-Einschlag, über dessen Dimensionen noch diskutiert wird,[168] herrscht über ähnliche Impakt-Ereignisse aus dieser Epoche hinsichtlich ihres Einflusses auf Umwelt und Klima weitgehend Unklarheit. In der neueren Fachliteratur wird diese Problematik mithilfe von umfangreichem Datenmaterial zunehmend detaillierter erörtert.[169]
- Der Popigai-Einschlag im nördlichen Sibirien hinterließ einen 90 bis 100 km großen Krater und zählt mit dem Chicxulub-Impakt und dem Manicouagan-Ereignis aus der Trias zu den größten wissenschaftlich gesicherten Impaktkatastrophen im Phanerozoikum.[170] Je nach Struktur und Zusammensetzung des Asteroiden soll dessen Größe 5 bis 8 km betragen haben. Das Alter des Kraters wurde bisher mit 35,7 Millionen Jahre angegeben, eine neuere Datierung nennt 33,7 Millionen Jahre als wahrscheinlichsten Wert.[27] Danach würde der Popigai-Einschlag mit dem Artensterben des Grande Coupure an der Grenze zwischen Eozän und Oligozän (englisch Eocene-Oligocene Extinction Event) zeitlich übereinstimmen.[171] Neben der raschen Auslöschung von 60 Prozent der europäischen Säugetiergattungen könnte auch die abrupte Abkühlung der Ozeane vor etwa 34 Millionen Jahren mit einem oder mehreren Impakten in Verbindung stehen. Diese Möglichkeit wird von anderen Studien jedoch abgelehnt und als gering bewertet.[172] Entsprechende Analysen werden durch den Umstand erschwert, dass von den etwa 180 größeren irdischen Impaktstrukturen lediglich bei einem Dutzend die genaue Entstehungszeit mit hinreichender Sicherheit bekannt ist.

### Neogen
Der mit dem Azolla-Ereignis beginnende Umschwung von warm- in kaltzeitliche Klimata (international häufig als „transition from greenhouse to icehouse conditions“ charakterisiert) führte während des Eozän-Oligozän-Übergangs vor etwa 34 Millionen Jahren zu ersten Vereisungen in der Antarktis. In dieser Zeit begann die Ausbreitung der an aride Bedingungen angepassten C4-Pflanzen (vor allem Gräser), die für die Photosynthese zudem erheblich weniger Kohlenstoffdioxid benötigen als C3-Pflanzen. Der globale Abkühlungstrend, gekoppelt mit einer allmählichen Reduzierung des atmosphärischen Kohlenstoffdioxids, verlief jedoch nicht linear, sondern wurde zuerst von einer Erwärmungsphase im späten Oligozän und anschließend von einem Klimaoptimum im Miozän vor 17 bis 15 Millionen Jahren unterbrochen. Auf dem Höhepunkt des Miozänen Klimaoptimums stieg der CO2-Gehalt von 350 ppm am Beginn des Miozäns kurzzeitig auf 500 ppm, (nach anderen Quellen auf über 600 ppm), und die durchschnittliche Jahrestemperatur für Mitteleuropa erhöhte sich auf 22 °C.
Im Zuge der weltweiten Erwärmung, an der wahrscheinlich die massiven CO2-Ausgasungen des Columbia-Plateaubasalts maßgeblich beteiligt waren, wurden die Wald-Habitate zurückgedrängt, und an ihre Stelle traten Steppen- und Graslandschaften. Gleichzeitig verloren die damaligen Antarktisgletscher einen Teil ihrer Masse, ohne jedoch ganz abzuschmelzen. Simulationen unter Einbeziehung des damaligen CO2-Levels deuten darauf hin, dass die Kernbereiche des Ostantarktischen Eisschilds von der Erwärmung im Mittleren Miozän kaum betroffen waren. Unter dem Einfluss starker Erosions- und Verwitterungsprozesse sank die CO2-Konzentration gegen Ende des Optimums vor 14,8 Millionen Jahren wieder unter 400 ppm, und mit einer abrupten Temperaturabsenkung von 7 °C in Mitteleuropa begann global eine kühlere Klimaphase mit einer erneuten Zunahme der antarktischen Inlandsvereisung. Dennoch lagen vor 14 bis 12,8 Millionen Jahren die Temperaturen in der Antarktis immer noch 25 °C bis 30 °C über dem gegenwärtigen Niveau, ehe die Region von einem Kälteeinbruch erfasst wurde.
Im weiteren Verlauf des Miozäns herrschte in großen Teilen Europas ein relativ mildes und trockenes Klima. Jedoch entwickelten sich in der Zeit vor 10,2 bis 9,8 Millionen Jahren und anschließend vor 9,0 bis 8,5 Millionen Jahren zwei „Waschküchen-Phasen“, in denen das Klima deutlich subtropischer und feuchter wurde (mit jährlichen Niederschlagsmengen von teilweise über 1500 mm). Als Ursachen für diese Erwärmungsspitzen werden vor allem weiträumige Verlagerungen ozeanischer Zirkulationsmuster im Bereich des Atlantiks vermutet. Das Miozän gilt als „Modellfall“ für das Verständnis rascher Klimawandel-Ereignisse sowie für das langfristige Zusammenwirken von Silikatverwitterung, Erosion, Kohlenstoffbindung und atmosphärischem CO2.
Das Neogen und seine wechselhafte Klimageschichte entwickelte sich außerdem zum Forschungsfeld für die Bestimmung der Klimasensitivität. Dabei geht es um die wissenschaftlich und klimapolitisch relevante Fragestellung, wie hoch die globale Erwärmung bei einer Verdoppelung des vorindustriellen CO2-Werts von 280 ppm auf 560 ppm ausfallen würde. Labortechnische Messungen unter Ausschluss aller äußeren Faktoren ergaben eine Temperaturzunahme von 1,2 °C, bei Einbeziehung von schnell wirkenden Rückkopplungen (zum Beispiel Wasserdampf-, Eis-Albedo- und Aerosol-Rückkopplung) ist derzeit eine Klimasensitivität von 3 °C am wahrscheinlichsten. Darüber hinaus wird anhand von verschiedenen Klimazuständen versucht, die Klimasensitivität unter Berücksichtigung sämtlicher kurz- und langfristigen Rückkopplungsmechanismen über die Dauer erdgeschichtlicher Zeiträume zu bestimmen. Danach liegt die sogenannte Erdsystem-Klimasensitivität im Bereich von 4 bis 6 °C.

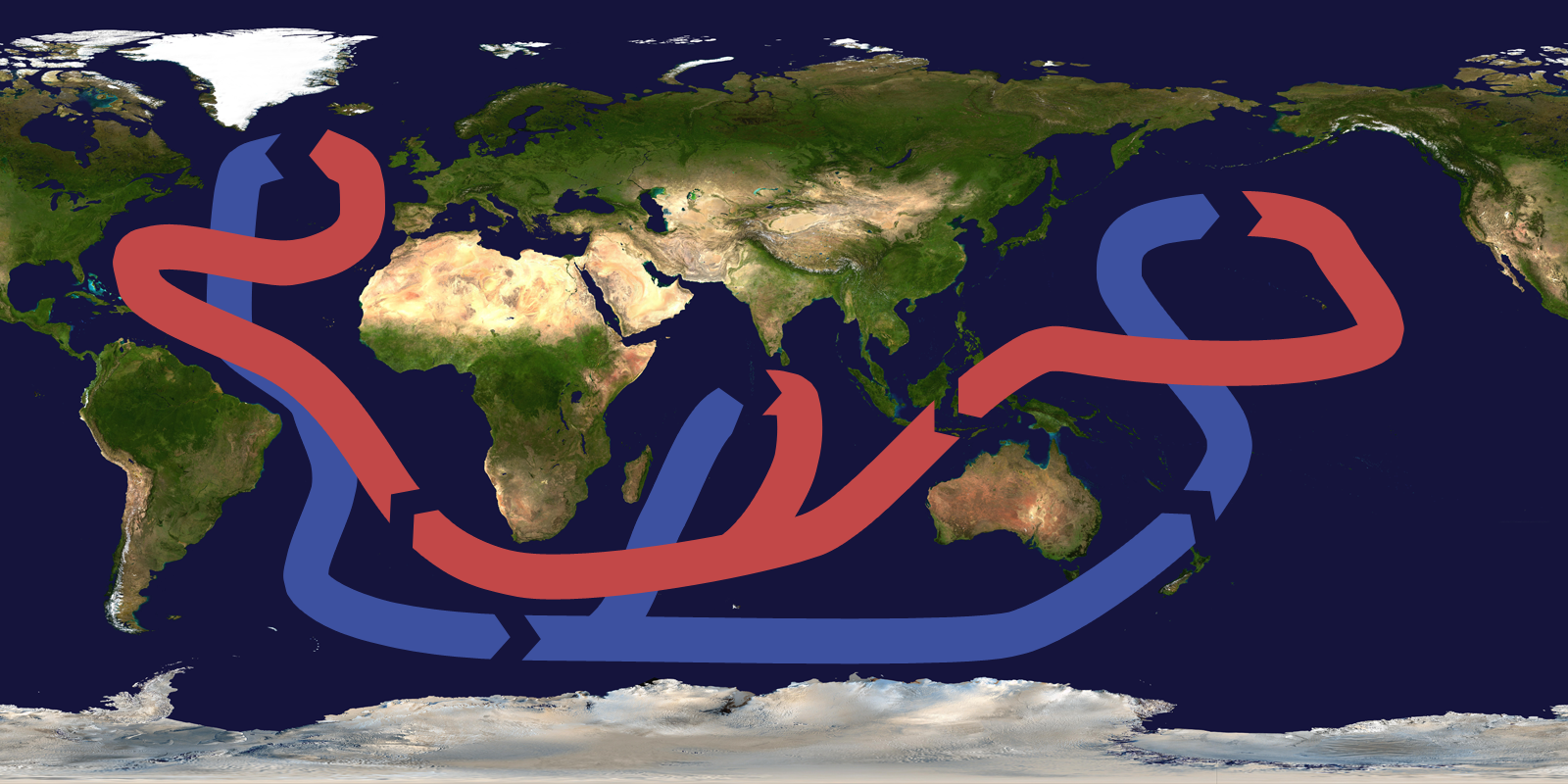
Die gegenwärtige Thermohaline Zirkulation (ohne antarktischen Zirkumpolarstrom)

Im Frühen und Mittleren Pliozän lag die globale Temperatur ungefähr 2,5 bis 4 °C über dem vorindustriellen Niveau, mit einem um etwa 20 Meter höheren Meeresspiegel als gegenwärtig, und die CO2-Konzentration fluktuierte im selben Zeitraum zwischen 365 und 415 ppm. Ein geologisch bedeutendes Ereignis mit weitreichenden klimatischen Auswirkungen war das mehrmalige Austrocknen des Mittelmeers und dessen zeitweilige Umwandlung in eine Salzwüste (Messinische Salinitätskrise) an der Grenze zwischen Miozän und Pliozän vor 6 bis 5 Millionen Jahren.
Globale Folgen im Hinblick auf den sich verstärkenden Abkühlungsprozess am Übergang vom Pliozän zum Quartär hatte die Entstehung der Landenge von Panama, als die Pazifische Platte mit der Karibischen Platte kollidierte, wodurch die Verbindung zwischen Pazifischem Ozean und Atlantik unterbrochen wurde. Allgemein wird angenommen, dass sich der Wasseraustausch zwischen den beiden Weltmeeren vor mehr als 3 Millionen Jahren erstmals signifikant verringerte und vor 2,76 Millionen Jahren mit der vollständigen Schließung der Landenge endgültig zum Erliegen kam. Eine Studie aus dem Jahr 2015 kam hingegen zu dem Schluss, dass sich der Isthmus bereits im Mittleren Miozän vor rund 15 Millionen Jahren gebildet haben könnte.  Eine im August 2016 veröffentlichte Untersuchung, die sich auf geologische, paläontologische und molekularbiologische Befunde stützte, bestätigte jedoch die bisherigen Annahmen. Aus der endgültigen Schließung der Landbrücke resultierte unmittelbar die Entstehung des Golfstroms, der fortan Meerwasser aus tropischen Breiten nach Norden transportierte, wodurch sich in der Arktis die Luftfeuchtigkeit und damit das Niederschlagspotenzial erhöhte. Die anfängliche Erwärmung der nordatlantischen Regionen ging jedoch rasch in den Klimazustand der Quartären Eiszeit über, als sich der Neigungswinkel der Erdachse einem neuen Minimum näherte. Mit der Tendenz zu schneereichen Wintern und kühleren Sommermonaten auf der Nordhemisphäre begann eine von der Eis-Albedo-Rückkopplung verstärkte Kältephase, die, unterbrochen von mehreren Interglazialen, das globale Klima über 2,7 Millionen Jahre bis in das Holozän prägte.

### Quartär

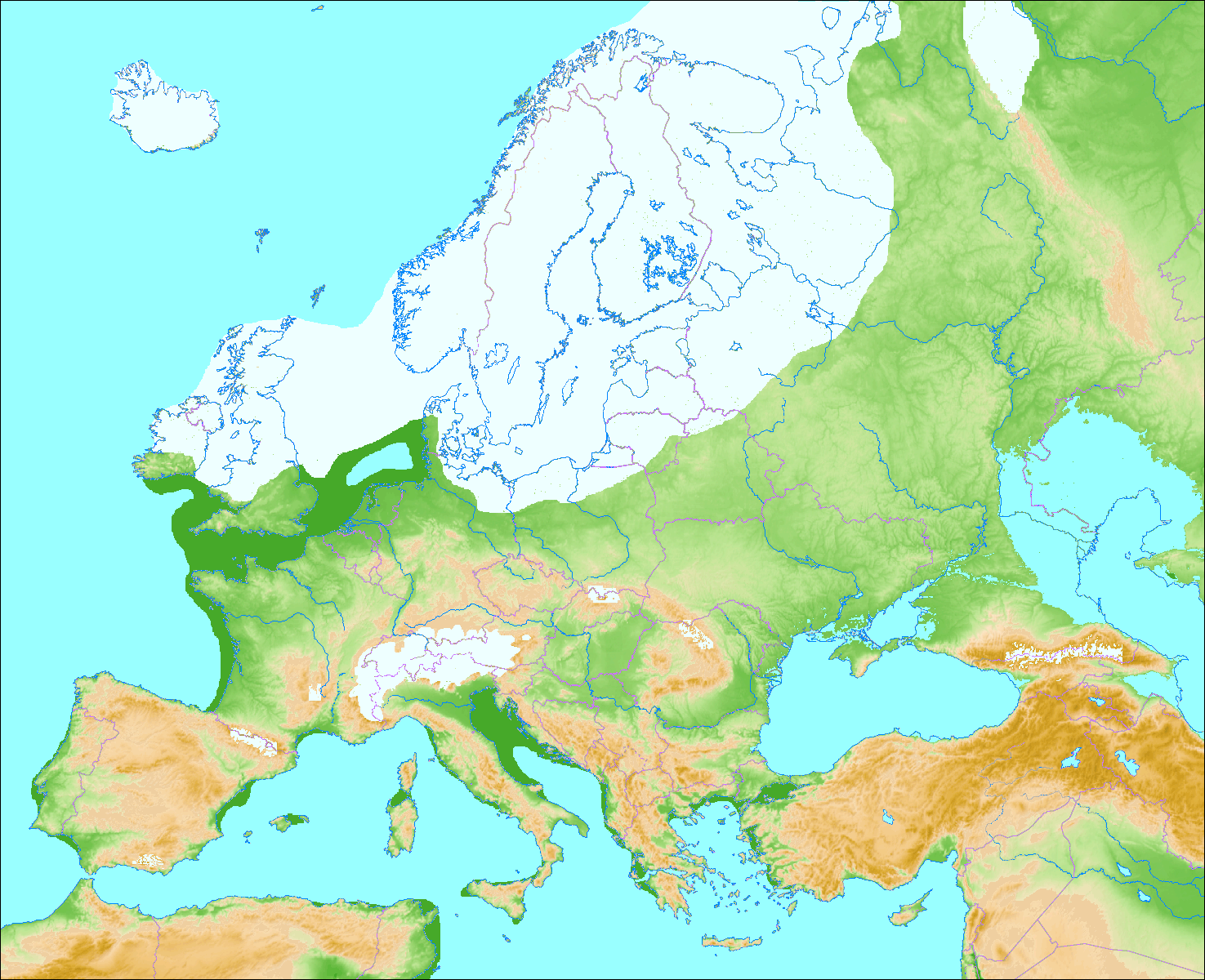
Fennoskandischer Eisschild und alpine Vergletscherung während der Weichsel- beziehungsweise Würm-Kaltzeit

Aufgrund ihrer jungen und sehr umfangreichen Ablagerungen sind die Quartären Kaltzeitzyklen seit zweihundert Jahren die am intensivsten erforschte Epoche der Erdgeschichte, mit einer Fülle von geologischen, paläontologischen und klimatischen Belegen.
- Eine Zusammenfassung der letzten 30 Millionen Jahre ist unter Känozoisches Eiszeitalter zu finden, das Stichwort Quartärforschung liefert eine interdisziplinär geprägte Bestandsaufnahme, während die Artikel Pleistozän und Quartär schwerpunktmäßig die Paläontologie (eiszeitliche Fauna) beziehungsweise die geologisch-stratigraphische Gliederung behandeln.
- Informationen zu abrupten Klimaschwankungen und Klimawandel-Ereignissen in Zusammenhang mit der Quartären Kaltzeit bieten Jüngere Dryaszeit, Dansgaard-Oeschger-Ereignis und Heinrich-Ereignis.
- Detaillierte Beschreibungen einzelner Warmzeiten (Interglaziale) innerhalb des Quartären Eiszeitalters enthalten die Artikel Waal-Warmzeit, Cromer-Komplex, Holstein-Warmzeit und Eem-Warmzeit. Gleiches gilt für den Komplex der nordeuropäischen/norddeutschen Kaltzeiten Elbe, Elster, Saale und Weichsel sowie für ihre alpinen Entsprechungen Günz, Mindel, Riss und Würm.
- Der jüngste Abschnitt des Quartärs, das Holozän, ist identisch mit der geologischen Gegenwart und gilt als Forschungsfeld der Historischen Klimatologie, vor allem im Hinblick auf kurzfristig auftretende Wetteranomalien und den Klimaeinfluss auf die menschliche Kulturentwicklung. Darüber hinaus weist die Historische Klimatologie auch Schnittstellen zu mehreren Spezialgebieten der Archäologie auf, wie der Gletscher-, Küsten- und Geoarchäologie.

## Die Klimazukunft der Erde

### Mögliche Dauer der anthropogenen globalen Erwärmung

Animation: Prognostizierte Verschiebung der Klimazonen nach dem „Worst Case-Szenario“ des IPCC bis 2100. Legende und Erläuterungen im Hauptartikel → Folgen der globalen Erwärmung

Das Holozän als jüngster Abschnitt der Erdgeschichte begann nach dem Ende der bisher letzten Kältephase, der Quartären Eiszeit vor 11.700 Jahren. Dieser Zeitraum umfasst alle bekannten Hochkulturen sowie die gesamte historisch belegte Menschheitsgeschichte einschließlich der modernen Zivilisation. Während des Holozäns herrschte ein durchgehend stabiles Globalklima mit einem Temperaturkorridor von ungefähr ± 0,6 °C. Das Ausbleiben von geophysikalischen, biologischen und klimatischen Krisen wird als Garant dafür betrachtet, dass abgesehen von regional begrenzten Einschnitten eine relativ gleichmäßige kulturelle und technologische Entwicklung der menschlichen Gesellschaften stattfinden konnte.
Sedimentbohrkerne aus der Tiefsee belegen ein holozänes Klimaoptimum vor etwa 8000 bis 6000 Jahren, dessen Temperaturwerte erst im 21. Jahrhundert übertroffen wurden. Durch die Abnahme der Sonneneinstrahlung in nördlichen Breiten während des Sommermaximums fand seitdem ein leichter Temperaturrückgang von ≈ 0,1 °C pro Jahrtausend statt. Dieser Abkühlungstrend, gekoppelt an die Periodizität der Milanković-Zyklen, würde normalerweise dazu führen, dass auf das Interglazial des Holozäns in rund 30.000 Jahren eine neue Kaltzeit folgt. Ob dieses Ereignis wie prognostiziert eintritt, hängt unter anderem von der künftigen klimatischen Entwicklung in Verbindung mit der Freisetzung anthropogener und natürlicher Treibhausgase ab, wobei neben der Zunahme von CO2 auch eine wachsende Ausgasung von Methan aus ozeanischen Methanhydratlagern beobachtet wird. Nach den Emissions-Szenarien des Intergovernmental Panel on Climate Change (IPCC) im aktuellen Fünften Sachstandsbericht könnte sich die globale Durchschnittstemperatur im ungünstigsten Fall bis Ende des 21. Jahrhunderts um mehr als 4 °C erhöhen. Während eine Erwärmung von gegenwärtig 1 °C auf 2 °C im Hinblick auf ökonomische, soziologische und ökologische Folgen als einigermaßen beherrschbar gilt, würde eine Entwicklung über den 2-°C-Grenzwert hinaus die Risiken durch Faktoren wie Kippelemente mit kurzfristig auftretenden Rückkopplungseffekten in unkontrollierbarer Weise anwachsen lassen. Allerdings sollte auch das sogenannte Zwei-Grad-Ziel nach Ansicht einiger Forscher im Hinblick auf unterschätzte Risikopotenziale einer kritischen Prüfung unterzogen werden.
Selbst ein vergleichsweise moderater Temperaturanstieg wäre nach den Worten des Klimatologen Stefan Rahmstorf im Kontext der letzten 11.000 Jahre ein außergewöhnliches Ereignis: „Wir sind dabei, uns weit aus dem Holozän herauszukatapultieren.“ Die Tatsache des gegenwärtigen Klimawandels in Verbund mit anderen Faktoren wie Artensterben, Versauerung der Ozeane oder Reduzierung natürlicher Biotope führte zum Entwurf des Anthropozäns (altgriechisch: Das menschengemachte Neue), das nach den Vorstellungen britischer Geologen und des niederländischen Nobelpreisträgers für Chemie, Paul J. Crutzen, als jüngste Epoche in das chronostratigraphische System der Erdgeschichte implementiert werden sollte. Die Entscheidung über den künftigen Status des Anthropozäns liegt bei der International Commission on Stratigraphy (ICS), in deren Working Group on the ’Anthropocene’ die verschiedenen Aspekte des Vorschlags eingehend geprüft werden. Auf dem 35. Internationalen Geologischen Kongress in Kapstadt 2016 votierte diese Arbeitsgruppe für die Anerkennung des Anthropozäns, wobei das Jahr 1950 als Beginn der neuen Epoche empfohlen wurde. Im Mai 2019 sprach sich die Working Group on the ’Anthropocene’mit deutlicher Mehrheit dafür aus, bis 2021 einen Entwurf für die Einführung des Anthropozäns bei der International Commission on Stratigraphy einzureichen, zusammen mit einem geologisch definierten Startpunkt für die neue Epoche.
Der zusätzliche anthropogene Kohlenstoff in der Atmosphäre wird sich nach übereinstimmender wissenschaftlicher Auffassung selbst bei einem weitgehenden künftigen Emissionsstopp nur allmählich verringern und in signifikanten Mengen noch in 5000 Jahren nachweisbar sein. Im Unterschied dazu beträgt die Verweilzeit von Methan unter den gegenwärtigen atmosphärischen Bedingungen lediglich etwa 12 Jahre, allerdings entsteht bei der Oxidation dieses Treibhausgases wiederum CO2. Somit dürfte der menschliche Einfluss das Klimasystem über die nächsten Jahrtausende nachhaltig prägen und verändern. Einige Studien gehen noch einen Schritt weiter und postulieren unter Einbeziehung der Erdsystem-Klimasensitivität und verschiedener Kippelemente eine sich selbst verstärkende Erwärmungsphase mit einer Dauer ähnlich dem Paläozän/Eozän-Temperaturmaximum. Eine lang anhaltende Warmzeit im Bereich von 100.000 Jahren, wie sie in verschiedenen Szenarien skizziert wird, würde das Bild der Erde gravierend umgestalten, vor allem durch die Verschiebung der Klima- und Vegetationszonen und das weitgehende Abschmelzen des antarktischen und grönländischen Eisschildes mit entsprechendem Anstieg des Meeresspiegels um mehrere Dutzend Meter.

### Die fernere Zukunft
Prognosen über die Klimaentwicklung der Erde für die nächsten Millionen Jahre sind spekulativ, da die daran beteiligten Wirkmechanismen nur eine grobe Abschätzung erlauben. Es ist jedoch sehr wahrscheinlich, dass die in der Vergangenheit aufgetretenen Ereignisse und Prozesse wie Klimaschwankungen, Massenaussterben oder der Megavulkanismus einer Magmatischen Großprovinz auch in der Zukunft die Erdgeschichte prägen werden. Prinzipiell spricht nichts dagegen, dass das Känozoische Eiszeitalter von einer Warmzeit mit eisfreien Polregionen und tropischer Vegetation abgelöst wird, wie es zum Beispiel im Eozän vor 50 Millionen Jahren der Fall war. Dabei spielt die künftige Lage der Kontinentalplatten eine mitentscheidende Rolle. Auf der Basis des gegenwärtigen plattentektonischen Zyklus würde sich in 50 bis 200 Millionen Jahren die folgende Festlandsverteilung ergeben:
- Afrika: Die östlich des Großen Afrikanischen Grabenbruchs gelegene Somaliaplatte dürfte sich bereits in wenigen Millionen Jahren von Afrika abspalten und ostwärts in Richtung Indien wandern. Der übrige Kontinent wird sich weiter nach Norden bewegen und mit der Eurasischen Platte zu einem Großkontinent verschmelzen, der allmählich nach Nordosten driftet. Anstelle des verdrängten Mittelmeers entsteht dann an der Nahtstelle der beiden Kontinentalplatten ein neues Hochgebirge mit wesentlich größeren Ausmaßen als die Alpen.
- Antarktika: Nachdem der Kontinent seit dem späten Mesozoikum stets in unmittelbarer Nähe der Südpolregion positioniert war, wird er sich künftig nach Norden bewegen und in geschätzten 150 bis 200 Millionen Jahren den Äquator erreichen. Ähnliches gilt für Australien, das sich relativ zügig weiter nordwärts verlagert und bereits in etwa 80 Millionen Jahren mit Japan kollidieren könnte.
- Nordamerika und Südamerika: Die beiden Kontinente werden sich voraussichtlich an ihrer schmalsten Stelle wieder trennen, wobei Nordamerika (ohne das inzwischen abgelöste Niederkalifornien, aber zusammen mit Grönland und Neufundland) sich zuerst westwärts dreht und dann, in mehr als 100 Millionen Jahren, weiter nach Süden driftet. Ungefähr zur selben Zeit wird Grönland eine Lage zwischen 20° und 30° südlicher Breite einnehmen. Unterdessen dehnt sich der Atlantische Ozean entlang der Spreizungszone des Mittelatlantischen Rückens weiter aus, während der Pazifik im gleichen Maße schrumpft.

Über den Zeitrahmen dieser Projektion hinaus nehmen die meisten Studien an, dass sich die Landmassen im Zuge des Wilson-Zyklus erneut zu einem Superkontinent zusammenschließen, der dann eventuell der letzte der Erdgeschichte sein könnte. Allgemein wird damit gerechnet, dass sich die plattentektonischen Prozesse in etwa 500 Millionen Jahren durch die allmähliche Erkaltung des Erdinneren verlangsamen und abschwächen. Somit dürfte ein signifikantes Ungleichgewicht zwischen erosionsbedingter Kohlenstoffbindung und CO2-Ausgasung entstehen. Der Atmosphäre wird mehr CO2 entzogen als neu hinzukommt, und im Verlauf dieser Entwicklung wird das Kohlenstoffdioxid auf eine für C3-Pflanzen existenzbedrohende Konzentration von unter 150 ppm sinken. Hingegen dauert es mehr als eine Milliarde Jahre, bis für C4-Pflanzen die Untergrenze von 10 ppm erreicht ist, doch zu diesem Zeitpunkt wird es mit ziemlicher Sicherheit keine Biosphäre in der heutigen Form mehr geben.

Der Lebenszyklus der Sonne

Auf die Frage, über welchen Zeitraum atmosphärisches CO2 verfügbar sein wird, geben die verschiedenen Studien stark abweichende Antworten. Rascher und nachhaltiger als der versiegende Kohlenstoffzyklus wird die solare Einstrahlung ihre Wirkung entfalten. In 800 bis 900 Millionen Jahren wird sie die Atmosphäre so extrem erwärmen, dass die meisten Ökosysteme zwangsläufig kollabieren werden. Höher organisiertes Leben ist ab diesem Zeitpunkt auf der Erdoberfläche kaum mehr möglich. Eventuelle Anpassungsstrategien der betroffenen Organismen dürften vermutlich nutzlos sein, da der hohe Verdunstungsfaktor der Meere mit entsprechender Wasserdampf-Rückkopplung einen galoppierenden Treibhauseffekt hervorrufen wird. In einer Milliarde Jahre könnte die Erde zu einer Welt der Bakterien werden, die in geschützten Bereichen wie zum Beispiel in tieferen Meeresschichten noch eine Weile überdauern. Doch die Ozeane sind auf längere Sicht ebenfalls ein gefährdetes Habitat. Mit der vollständigen Verdunstung des Oberflächenwassers bleibt dem Leben, das wahrscheinlich nur noch aus Prokaryoten besteht, als letzte Rückzugsmöglichkeit das Innere der Lithosphäre.
Während ihrer Entwicklung zum Roten Riesenstern wird die Sonne große Teile der Erdkruste zum Schmelzen bringen und in Magmaseen verwandeln. Damit endet die biologisch und klimatisch relevante Naturgeschichte des Planeten in ähnlicher Form, wie sie begonnen hat: mit der Erde als glühendem, sterilem Himmelskörper, umgeben von einem Mantel heißer Gase.

### Englischsprachige Bücher
- Raymond T. Pierrehumbert: Principles of Planetary Climate. Cambridge University Press, 2010, ISBN 978-0-521-86556-2.
- Thomas N. Cronin: Paleoclimates: understanding climate change past and present. Columbia University Press, New York 2010, ISBN 978-0-231-14494-0.
- William F. Ruddimann: Earth's Climate – Past and Future. W. H. Freeman, Third Edition 2013, ISBN 978-1-319-15400-4.
- Raymond S. Bradley: Paleoclimatology. Reconstructing Climates of the Quaternary. Academic Press (Elsevier Inc.) Oxford, Amsterdam, Waltham, San Diego, Third Edition 2015, ISBN 978-0-12-386913-5.

### Deutschsprachige Bücher
- Martin Schwarzbach: Das Klima der Vorzeit. Eine Einführung in die Paläoklimatologie. 5. Auflage. Enke, Stuttgart 1993, ISBN 3-432-87355-7.
- Monika Huch, Günter Warnecke, Klaus Germann (Hrsg.): Klimazeugnisse der Erdgeschichte. Perspektiven für die Zukunft. Mit Beiträgen von Wolfgang H. Berger, Arthur Block, Werner von Bloh, Werner Buggisch, Klaus Germann, Monika Huch, Gerhard Petschel-Held, Hans-Joachim Schellnhuber, Torsten Schwarz, Hansjörg Streif, Otto H. Wallner, Günter Warnecke, Gerold Wefer. Springer, Berlin/Heidelberg 2001, ISBN 3-540-67421-7.
- József Pálfy: Katastrophen der Erdgeschichte. Globales Artensterben? Schweizerbart, Stuttgart 2005, ISBN 3-510-65211-8.
- Christoph Buchal, Christian-Dietrich Schönwiese: Klima. Die Erde und ihre Atmosphäre im Wandel der Zeiten. Hrsg.: Wilhelm und Else Heraeus-Stiftung, Helmholtz-Gemeinschaft Deutscher Forschungszentren, 2. Auflage. Hanau 2012, ISBN 978-3-89336-589-0.
- Christian-Dietrich Schönwiese: Klimatologie. 4., überarbeitete und aktualisierte Auflage. UTB, Stuttgart 2013, ISBN 978-3-8252-3900-8.

### Fachzeitschriften mit Bezug zur Paläoklimatologie
- PNAS (Proceedings of the National Academy of Sciences), Herausgeberː National Academy of Sciences (USA), Spracheː englisch, Erscheinungsweiseː wöchentlich, Linkː offizielle Website, ISSN 0027-8424
- Nature Geoscience, Herausgeberː Nature Publishing Group (GB), Spracheː englisch, Erscheinungsweiseː monatlich, Linkː offizielle Website, ISSN 1752-0894
- Geophysical Research Letters, Herausgeberː American Geophysical Union (USA), Spracheː englisch, Erscheinungsweiseː 14-täglich, Linkː offizielle Website, ISSN 0094-8276
- Geology, Herausgeberː Geological Society of America (USA), Spracheː englisch, Erscheinungsweiseː monatlich, Linkː offizielle Website, ISSN 0091-7613
- Palaeogeography, Palaeoclimatology, Palaeoecology („Palaeo3“), Verlagː Elsevier, Spracheː englisch, Erscheinungsweiseː 14-täglich, Linkː offizielle Website, ISSN 0031-0182
- Gondwana Research, Verlagː Elsevier, Spracheː englisch, Erscheinungsweiseː monatlich, Linkː offizielle Website, ISSN 1342-937X